# 1991
Het jaar 1991 is een jaartal volgens de christelijke jaartelling.

## Gebeurtenissen
januari
- President Siad Barre van Somalië komt ten val. Het land vervalt in anarchie.
- 2 - Sharon Pratt Dixon wordt de eerste zwarte vrouwelijke burgemeester van een grote stad in de Verenigde Staten, namelijk Washington D.C.
- 3 - Met zes bomaanslagen op gerechtsgebouwen maakt de Corsicaanse terreurbeweging FLNC een einde aan het bestand dat op 1 juni 1988 inging.
- 4 - De VN Veiligheidsraad veroordeelt unaniem de Israëlische behandeling van de Palestijnen.
- 11 - De Sovjet-Unie bezet Vilnius om de onafhankelijkheid van Litouwen te verhinderen.
- 12 - Het Amerikaanse Congres keurt een resolutie goed die een militaire bevrijding van Koeweit toelaat.
- 13 - Jörg Hoffmann scherpt in Perth het wereldrecord op de 1500 meter vrije slag aan tot 14.50,36. Het oude record (14.54,76) stond sinds 22 februari 1983 op naam van de Russische zwemmer Vladimir Salnikov.
- 16 - Golfoorlog - Operatie Desert Storm ter bevrijding van Koeweit van Irak begint.
- 16 - Golfoorlog - De luchtaanvallen op Irak beginnen.
- 17 - Golfoorlog - Irak vuurt acht Scud-raketten af op Israël.
- 17 - Koning Olav V van Noorwegen overlijdt. Zijn zoon Harald V volgt hem op.
- 18 - Luchtvaartmaatschappij Eastern Airlines gaat failliet na 62 jaar door financiële problemen.
- 28 - Boris Becker lost Stefan Edberg na 24 weken af als nummer één op de wereldranglijst der tennisprofessionals, maar de Duitser moet die positie na drie weken alweer afstaan aan de Zweed.

februari
- 7 - Jean-Bertrand Aristide wordt aangesteld als eerste democratisch verkozen president van Haïti.
- 7 - De IRA voert een mortieraanval uit op 10 Downing Street tijdens een vergadering van het Britse kabinet.
- 9 - In Litouwen stemt de bevolking voor onafhankelijkheid.
- 11 - IJsland erkent als eerste land de onafhankelijkheid van Litouwen.
- 11 - In Den Haag wordt de UNPO (Unrepresented Nations and Peoples Organization) opgericht.
- 13 - Golfoorlog - Het bloedbad in de schuilplaats van Amiriyah. Twee Amerikaanse lasergeleide 'slimme bommen' vernietigen een ondergrondse bunker in Bagdad waarbij ruim vierhonderd Irakezen omkomen.
- 14 - Bij een explosie in een vuurwerkfabriek in Culemborg vallen 2 doden.
- 16 - Golfoorlog - Amerikaanse en Britse vliegtuigen bombarderen de buitenwijken van Bagdad waarbij 3 doden vallen.
- 20 - Ernstige onlusten in Albanië, dat zich probeert te ontworstelen aan het stalinisme. In Tirana wordt een standbeeld van Enver Hoxha omvergehaald. President Ramiz Alia stelt presidentieel bestuur in.
- 22 - Golfoorlog - Irak aanvaardt een Russisch staakt-het-vuren. De Verenigde Staten verwerpen het akkoord maar garanderen Iraakse troepen vrije doorgang als ze Koeweit binnen 24 uur verlaten.
- 23 - Golfoorlog - Grondtroepen steken de grens van Saoedi-Arabië over naar Koeweit.
- 23 - Generaal Sunthorn Kongsompong leidt een geweldloze staatsgreep in Thailand tegen generaal Chatichai Choonhavan.
- 25 - Opheffing van de militaire structuur van het Warschaupact.
- 25 - Golfoorlog - Een Iraakse Scud-raket doodt 28 Amerikaanse soldaten in hun kazerne in Dharaan (Saoedi-Arabië).
- 26 - Golfoorlog - Saddam Hoessein kondigt op de radio aan dat hij zijn troepen uit Koeweit terugtrekt. Alvorens te vertrekken steken ze de Koeweitse olievelden in brand.
- 26 - Tim Berners-Lee stelt de webbrowser voor.
- 27 - Golfoorlog - Bevrijding van Koeweit en een wapenstilstand waarbij Irak moet ontwapenen.

maart
- Iraakse soldaten onderdrukken met geweld de rebellen in het noorden en zuiden van het land waarbij ze een humanitaire ramp veroorzaken.
- 3 - Een amateurvideo legt vast hoe politieagenten In Los Angeles de zwarte Rodney King mishandelen; het begin van grote "rassenrellen" in de VS.
- 3 - Letland en Estland stemmen voor onafhankelijkheid van de Sovjet-Unie.
- 9 - Nederlands langstlopende comedyserie, Oppassen!!!, beleeft haar eerste aflevering bij de VARA.
- 10 - Golfoorlog - Operatie Phase Echo begint waarbij 540.000 soldaten uit de Perzische Golf vertrekken.
- 11 - Monica Seles lost Steffi Graf na 186 weken af als de nummer één op de wereldranglijst der proftennissters; de geboren Servische moet die positie na 21 weken weer afstaan aan haar Duitse collega.
- 14 - De Zes van Birmingham komen vrij nadat duidelijk wordt, dat het bewijsmateriaal tegen hen vervalst is.
- 15 - De vier voormalige geallieerde bezettingsmachten in Duitsland, de VS, Engeland, Frankrijk en de Sovjet-Unie, doen officieel afstand van hun laatste rechten, na de hereniging van de twee Duitslanden in november 1990.
- 17 - In Bonn scherpt Ron Dekker, zwemmer van De IJsel uit Deventer, het Nederlands record op de 100 meter schoolslag kortebaan (25 meter) aan tot 59,70.
- 18 - De BEL 20, de leidende aandelenindex voor Euronext Brussel, gaat van start.
- 20 - Conor Clapton, het zoontje van zanger Eric Clapton, valt van de 53ste verdieping van een wolkenkrabber in Manhattan, New York. Eric Clapton zal later naar aanleiding van de dood van Conor het nummer Tears in Heaven schrijven.
- 26 - Oprichting van Mercosur, een douane-unie tussen vijf Zuid-Amerikaanse landen.
- 31 - Het einde van het Warschaupact.
- 31 - In Albanië vinden de eerste verkiezingen met meerdere partijen plaats.
- 31 - In Georgië stemt de bevolking voor onafhankelijkheid van de Sovjet-Unie.

april
- De Syrische president Assad wordt herkozen voor een termijn van zeven jaar.
- 1 - De fabrieken van Wartburg en Trabant in de voormalige DDR sluiten definitief hun poorten.
- 1 - 3 grote Amerikaanse kranten berichten dat Selene Walters in 1952 door Ronald Reagan werd verkracht.
- 7 - Nederland eindigt als zevende en voorlaatste bij het wereldkampioenschap ijshockey voor B-landen in Joegoslavië.
- 9 - Georgië verklaart zich onafhankelijkheid van de Sovjet-Unie, nadat de bevolking op 31 maart daar massaal voor had gestemd.
- 11 - Wapenstilstand overeengekomen tussen Irak en de 'geallieerden'. Tientallen door Irak in brand gestoken olieboorinstallaties moeten worden gedicht.
- 14 - In Amsterdam (Nederland) worden 20 schilderijen gestolen uit het Van Gogh Museum. Een half uur later worden ze teruggevonden in een verlaten auto.
- 27 - Frans Maassen wint de 26ste editie van Nederlands enige wielerklassieker, de Amstel Gold Race.

mei
- Vredesverdrag tussen de regering en de UNITA-rebellen in Angola.
- 4 - Zweden wint in Finland het wereldkampioenschap ijshockey.
- 11 - In Brussel eindigt titelverdediger Nederland als vierde bij het EK hockey voor vrouwen na een 3-2 nederlaag in de troostfinale tegen de Sovjet-Unie.
- 12 - Op de slotdag van de reguliere competitie stelt HC Bloemendaal de landstitel in de hockeyhoofdklasse veilig door een 4-0-overwinning op HC Klein Zwitserland.
- 15 - Édith Cresson wordt de eerste vrouwelijke premier van Frankrijk.
- 16 - De Britse Koningin Elizabeth II houdt een toespraak voor het Amerikaanse Congres.
- 18 - Somaliland verklaart zich onafhankelijk van Somalië. De onafhankelijkheid wordt internationaal niet erkend.
- 21 - Rajiv Gandhi komt op 46-jarige leeftijd door een bomaanslag om het leven. Hij was voormalig premier van India en leider van de Congrespartij. De aanslag vindt plaats in de campagne voor de algemene verkiezingen, die gepaard gaat met een groot aantal onlusten en gewelddaden. De aanslag in de zuidelijke deelstaat Tamil Nadu kost aan nog 15 andere mensen het leven, onder wie de dader, een jonge vrouw.
- 23 - Nederland sluit met Noordrijn-Westfalen en Nedersaksen het Verdrag van Anholt. Dit moet grensoverschrijdende samenwerking mogelijk maken in publiekrechtelijke lichamen.
- 26 - In Georgië wordt Zviad Gamsachoerdia met 86,5% van de stemmen gekozen tot de eerste president van de in april onafhankelijk verklaarde republiek. Het is de eerste presidentsverkiezing in een (voormalige) Sovjetrepubliek.
- 30 - In Zwickau (Saksen) loopt de allerlaatste Trabant van de lopende band. Van deze tweetaktauto zijn er in de vroegere DDR meer dan drie miljoen gemaakt. Deze laatste gaat rechtstreeks het museum in.

juni
- 12 - Boris Jeltsin verslaat de kandidaat van Michail Gorbatsjov en wordt verkozen als president van Rusland.
- 13 - Bij de US Open komt een toeschouwer om het leven door een blikseminslag.
- 15 - De vulkaan Pinatubo barst uit. Het is wereldwijd de grootste vulkaanuitbarsting sinds 1912.
- 17 - Het Zuid-Afrikaanse parlement trekt een wet in die alle Zuid-Afrikanen bij hun geboorte klasseert op basis van het ras.
- 17 - In het Verdrag van de Goede Buren spreken de regeringen van Duitsland en Polen af, hun wederzijdse betrekkingen zo goed mogelijk te houden, de rechten van nationale minderheden aan weerszijden van de grens te respecteren en het culturele contact te bevorderen, met name onder de jongere generaties.
- 20 - De Duitse Bondsdag wijst Berlijn aan als de nieuwe hoofdstad.
- 23 - In Parijs verliest de Nederlandse hockeyploeg in de finale van het Europees kampioenschap met 3-1 van Duitsland.
- 23 - Creatie van Sonic the Hedgehog voor de Sega Genesisspelconsole.
- 25 - Slovenië en Kroatië maken zich los van Joegoslavië en roepen hun onafhankelijkheid uit.

juli
- 1 - Officiële opheffing van het Warschaupact.
- 7 - Op Brioni wordt tussen Slovenië en rest-Joegoslavië het Akkoord van Brioni getekend.
- 10 - De Liefkenshoektunnel ten noorden van Antwerpen onder de Schelde wordt geopend.
- 18 - In Luik wordt de 63-jarige voorman van de Waalse socialisten, André Cools, doodgeschoten.
- 28 - Miguel Indurain wint de 78ste editie van de Ronde van Frankrijk. Het is de eerste eindoverwinning voor de Spaanse wielrenner.
- 31 - George H.W. Bush en Michail Gorbatsjov tekenen de Strategic Arms Reduction Treaty (START) om het aantal kernwapens voor de lange afstand terug te dringen.

augustus
- Algemene amnestie voor Zuid-Afrikanen die zich verzetten tegen de apartheid. Ca. 40.000 mensen worden vrijgelaten.
- 2 - Openingsceremonie van de elfde Pan-Amerikaanse Spelen, gehouden in Havana.
- 6 - Tim Berners-Lee lanceert de allereerste website: http://info.cern.ch.
- 8 - Tijdens werkzaamheden stort de 646 m hoge zendmast van Radio Warschau in Gąbin (Polen) in elkaar.
- 14 - De 67-jarige Koreaanse Kim Hak Sun komt als eerste voormalig troostmeisje van het Japanse leger met haar verhaal naar buiten.
- 18 - Couppoging in de Sovjet-Unie - Tijdens zijn vakantie in de Krim wordt Sovjetpresident Michail Gorbatsjov afgezet en onder huisarrest geplaatst; het landsbestuur komt in handen van een comité dat bestaat uit conservatieve communistische politici.
- 20 - Ineenstorting Sovjet-Unie - Estland roept de onafhankelijkheid uit.
- 21 - Ineenstorting Sovjet-Unie - Letland verklaart zich onafhankelijk.
- 21 - Ineenstorting Sovjet-Unie - De leiders van de staatsgreep in de Sovjet-Unie geven hun poging op. Nog voor Michail Gorbatsjov naar Moskou is teruggekeerd, werpt Boris Jeltsin, president van Rusland, zich op als de nieuwe sterke man.
- 24 - Ineenstorting Sovjet-Unie - Onafhankelijkheid van Oekraïne.
- 25 - Linus Torvalds zet een bericht op Usenet nieuwsgroep comp.os.minix over de kernel 'Linux' die hij heeft ontwikkeld met het commentaar "het heeft al eens gewerkt".
- 27 - Ineenstorting Sovjet-Unie - Moldavië verklaart zich onafhankelijk.
- 29 - De Alkmaarse politie houdt de criminelen Sam Klepper en John Mieremet aan en vindt in hun auto een grote hoeveelheid mitrailleurs en handgranaten. De wapens blijken gestolen uit het ondergronds depot in het Scheveningse bosje van de geheime paramilitaire organisatie Operatiën en Inlichtingen. De grootste wapenroof uit de Nederlandse geschiedenis wordt door de autoriteiten in de doofpot gestopt.
- 31 - Kirgizië verklaart zich onafhankelijk van de Sovjet-Unie.

september
- 1 - Oezbekistan verklaart zich onafhankelijk van de Sovjet-Unie.
- 6 - De Sovjet-Unie erkent de onafhankelijkheid van Estland, Letland en Litouwen.
- 6 - Ruslands op een na grootste stad, sinds 1924 gekend als Leningrad, krijgt haar oorspronkelijke naam, Sint-Petersburg, terug.
- 8 - Macedonië verklaart zich onafhankelijk van Joegoslavië.
- 13 - Zoetermeer heeft 100.000 inwoners.
- 16 - Ronald Venetiaan wordt president van Suriname.
- 19 - Twee Duitse toeristen ontdekken Ötzi, de oudste menselijke mummie ooit gevonden in Europa
- 21 - In Berlijn eindigt de Nederlandse vrouwenhockeyploeg als tweede bij de strijd om de Champions Trophy achter Australië.
- 22 - In Berlijn eindigt de Nederlandse mannenhockeyploeg als derde bij het toernooi om de Champions Trophy.
- 22 - Voor het eerst maakt de Huntington Bibliotheek de Dode Zee-rollen publiek.
- 30 - De president van Haïti, Jean-Bertrand Aristide, wordt door legereenheden gearresteerd. Raoul Cédras vestigt een militaire dictatuur.
- 30 - De eerste aflevering van The Jerry Springer Show wordt in de Verenigde Staten uitgezonden.

oktober
- 3 - Titelverdediger Nieuw-Zeeland opent in Londen het tweede officiële wereldkampioenschap rugby, gehouden in Ierland en Groot-Brittannië, met een 18-12 overwinning op Engeland.
- 5 - Bij de toeristische tramlijn Li Trimbleu in België vindt een ernstig ongeluk plaats waarbij 7 doden vallen.
- 11 - Ineenstorting Sovjet-Unie - De KGB wordt vervangen door de SVR.
- 19 - In Noord-Italië komen 2000 mensen om bij een aardbeving van 7,0 op de schaal van Richter.
- 19 - In een artikel in NRC-Handelsblad pleit de Nederlandse jurist Huib Drion  voor het recht van hoogbejaarden op een zelfgekozen dood.
- 25 - De laatste Joegoslavische troepen verlaten Slovenië.
- 27 - De eerste vrije parlementsverkiezingen in Polen.
- 29 - De Amerikaanse ruimtesonde Galileo bezoekt als eerste een planetoïde, nl. (951) Gaspra.

november
- 2 - Australië wint in Londen het tweede officiële wereldkampioenschap rugby, gehouden in Ierland en Groot-Brittannië, door in de finale thuisploeg Engeland met 12-6 te verslaan.
- 7 - Golfoorlog - In Koeweit wordt de laatste oliebrand geblust.
- 13 - In de vroege ochtend wordt het woonhuis van staatssecretaris Aad Kosto verwoest door een bom van RaRa.
- 23 - De Pakjesboot 12 van Sinterklaas meert aan in Hindeloopen.
- 24 - De extreemrechtse partij Vlaams Blok haalt een grote verkiezingsoverwinning en breekt nationaal door in Vlaanderen. Ook de protestpartij R.O.S.S.E.M. van Jean-Pierre Van Rossem maakt winst. Deze dag wordt in de pers algauw "Zwarte Zondag" genoemd.
- 24 - Queen-zanger Freddie Mercury overlijdt op 45-jarige leeftijd in Londen aan de gevolgen van aids. De zanger maakte een dag eerder zijn ziekte bekend.
- 27 - De VN Veiligheidsraad neemt Resolutie 721 aan die de weg voor vredesoperaties in Joegoslavië opent.

december
- In België wordt de Salische Wet afgeschaft.
- 1 - Uiteenvallen van de Sovjet-Unie - In een referendum stemmen de Oekraïners massaal voor onafhankelijkheid van de Sovjet-Unie.
- 4 - Luchtvaartmaatschappij Pan Am beëindigt haar activiteiten.
- 8 - Ineenstorting Sovjet-Unie - Oekraïne, de Russische Federatie en Wit-Rusland tekenen het Akkoord van Bialowieza. Hiermee wordt het Gemenebest van Onafhankelijke Staten (GOS) opgericht.
- 15 - De Egyptische veerboot Salem Express zinkt op weg van Djedda naar Port Safaga in de Rode Zee. 464 opvarenden komen om het leven.
- 16 - Ineenstorting Sovjet-Unie - Kazachstan verklaart zich onafhankelijk.
- 21 - Ineenstorting Sovjet-Unie - In Alma-Ata wordt de Sovjet-Unie officieel opgeheven. De voormalige Sovjetrepublieken richten het GOS op; Georgië en de drie Baltische staten (Estland, Letland en Litouwen) sluiten zich niet bij het GOS aan.
- 22 - Staatgreep in Georgië - onder leiding van Tengiz Kitovani en Dzjaba Ioseliani belegeren paramilitaire groepen en een deel van de Nationale Garde van Georgië het parlementsgebouw in hoofdstad Tbilisi.
- 25 - Ineenstorting Sovjet-Unie - Michail Gorbatsjov treedt officieel af als president van de Sovjet-Unie. De rode vlag op het Kremlin wordt vervangen door de wit-blauw-rode van de Russische Federatie.
- 26 - De Sovjet-Unie houdt officieel op te bestaan.
- 30 - China en Zuid-Korea sluiten een vergaand handelsakkoord.
- 30 - België - Vlaanderen - Boortmeerbeek - De eerste soap "Familie" wordt uitgezonden op VTM.
- 31 - Noord- en Zuid-Korea bereiken overeenstemming over een verbod op kernwapens in geheel Korea.

## Muziek
Bestverkochte singles in Nederland:
1. Bryan Adams - (Everything I do) I do it for you
2. Mannenkoor Karrespoor - Mooi man
3. Extreme - More than words
4. R.E.M. - Losing my religion
5. Raymond van het Groenewoud - Liefde voor muziek
6. Salt-n-Pepa - Let's Talk About Sex
7. L.A. Style - James Brown is dead
8. Scorpions - Wind of change
9. Sniff 'n' the Tears - Driver's seat
10. C&C Music Factory & Freedom Williams - Gonna make you sweat (Everybody dance now)

Bestverkochte albums in Nederland:
1. Dire Straits - On every street
2. R.E.M. - Out of time
3. Soundtrack - Grease
4. Lenny Kravitz - Mama said
5. Roxette - Joyride
6. Phil Collins - Serious hits live
7. Bob Marley & The Wailers - Legend
8. Eurythmics - Greatest hits
9. Queen - Innuendo
10. Gloria Estefan - Into the light

### Publicaties
- De wetten, het debuut van Connie Palmen

## Beeldende kunst

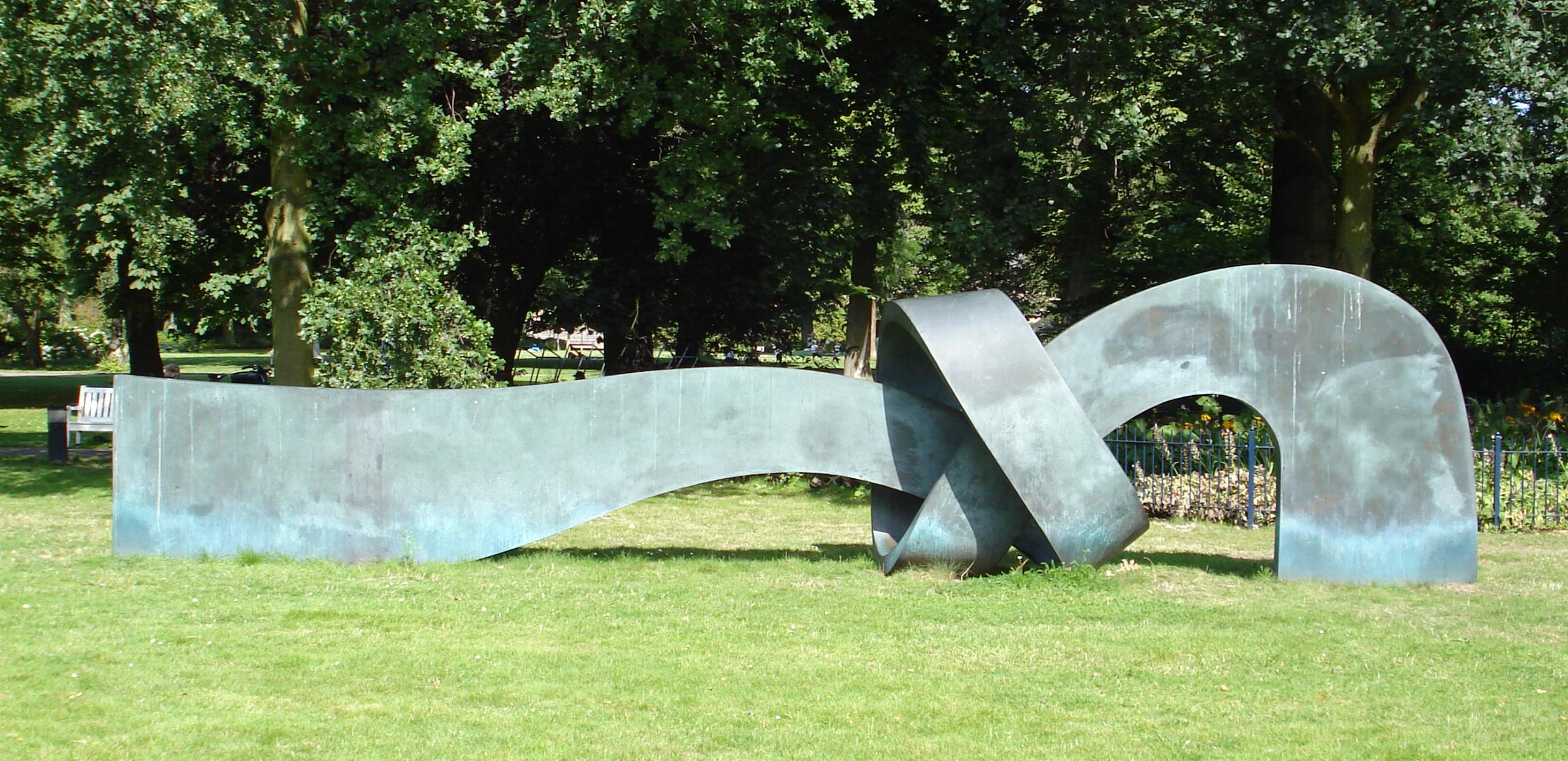
Shinkichi Tajiri, Paleistuin Noordeinde
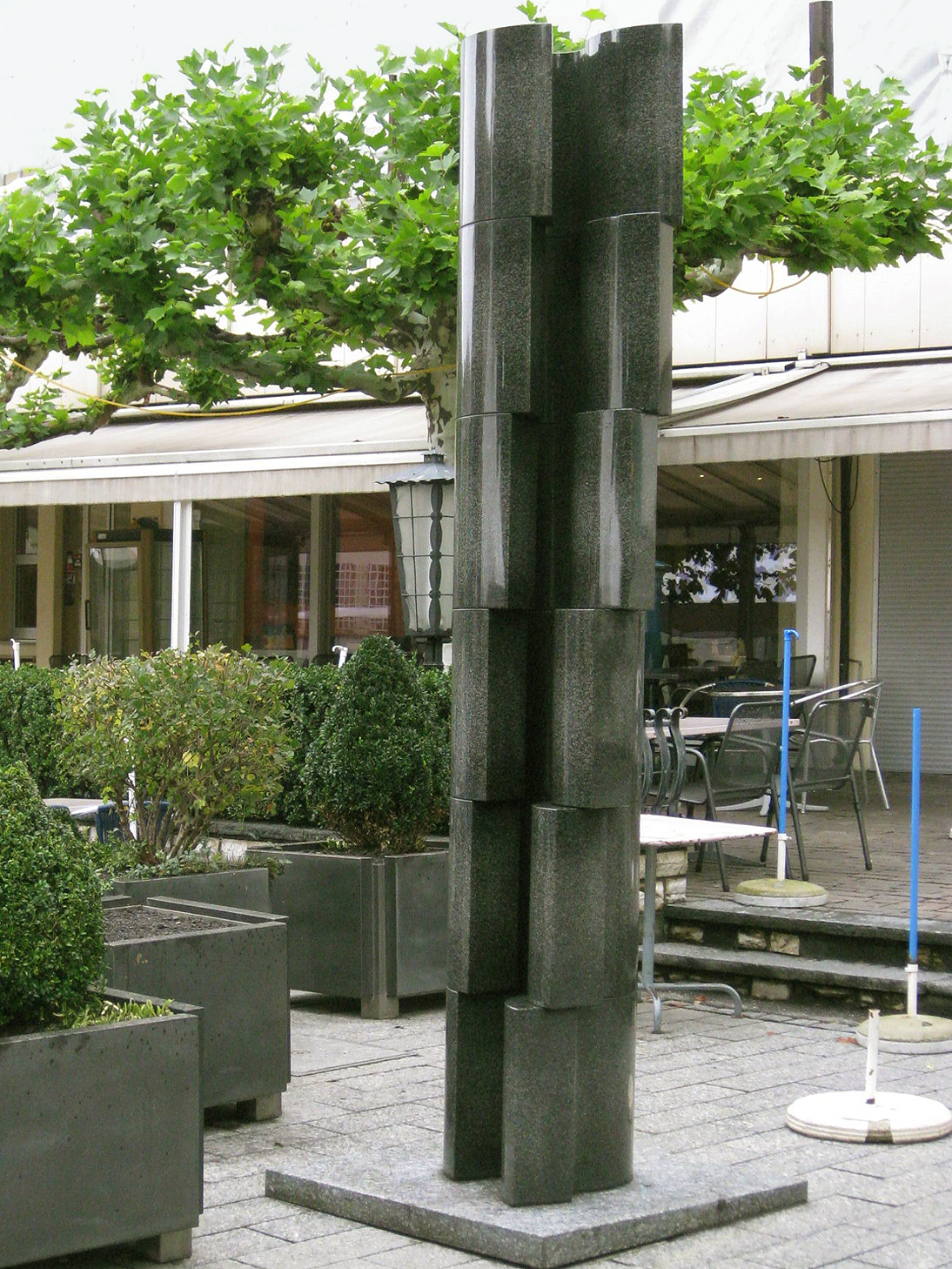
Monoform 29 (1991) Gottfried Honegger, Vaduz
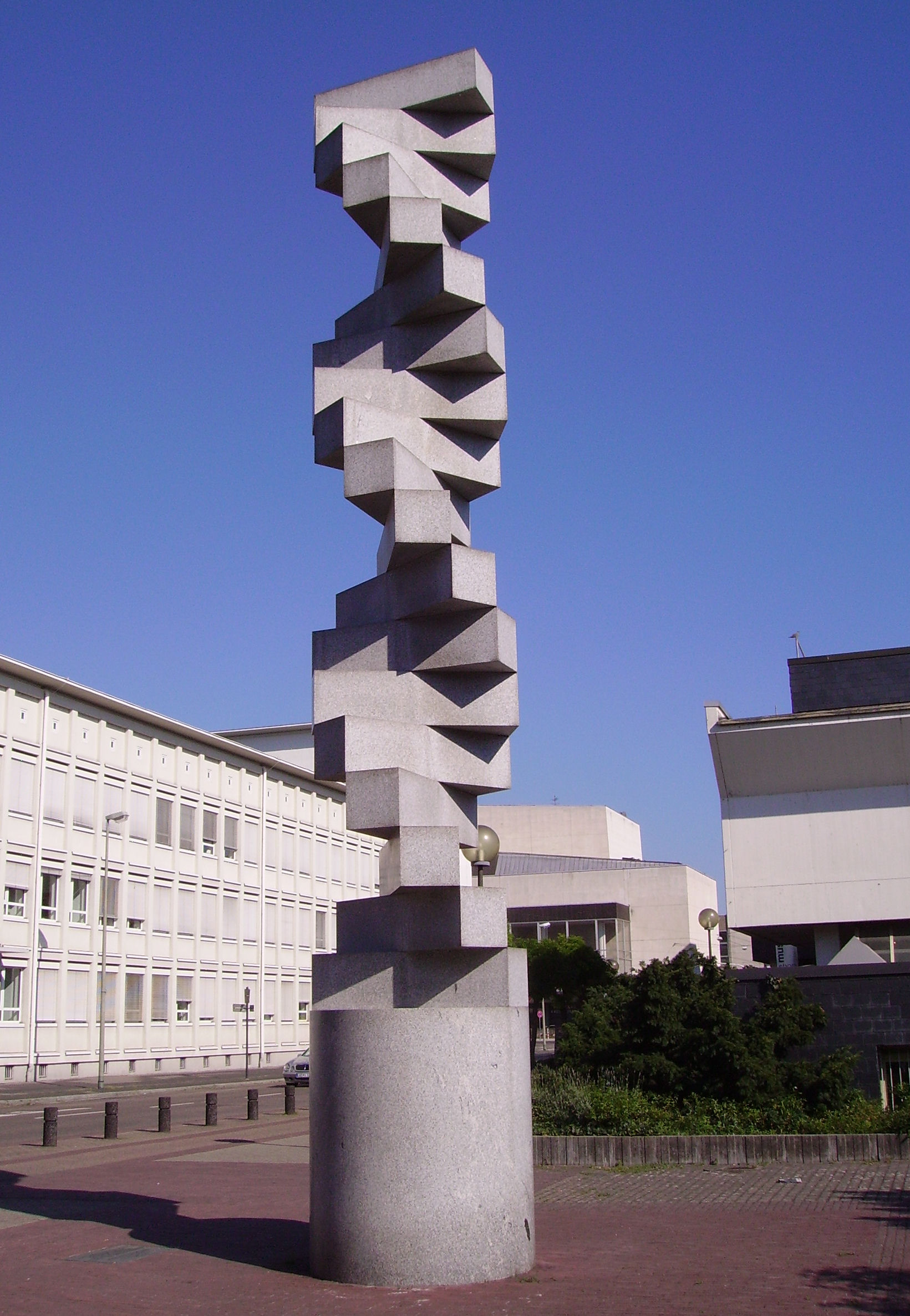
Endlose Treppe (1991) Max Bill, Ludwigshafen
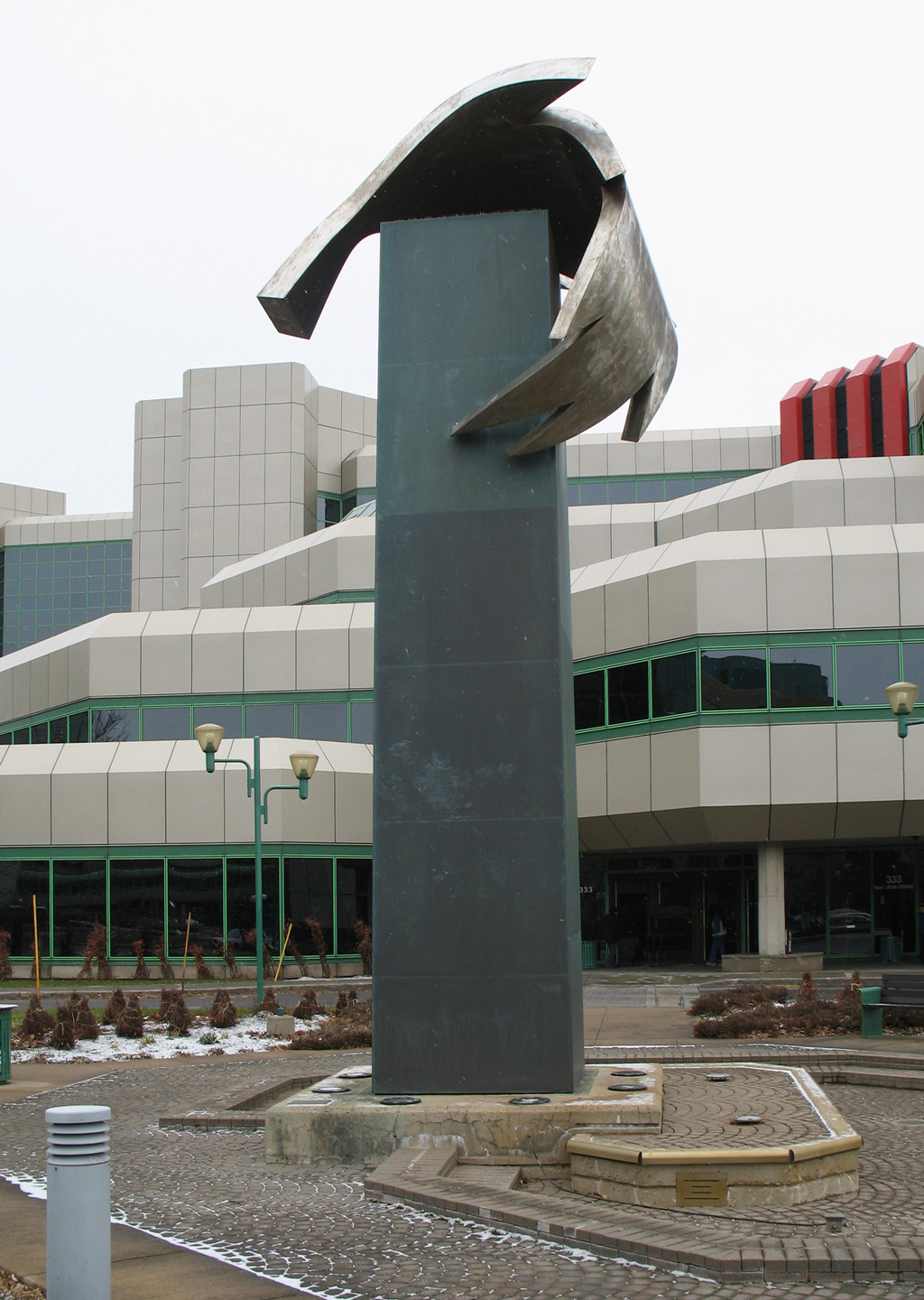
Monument pour une feuille (1991) Jean-Pierre Morin, Société de l'assurances automobile du Québec

## Bouwkunst

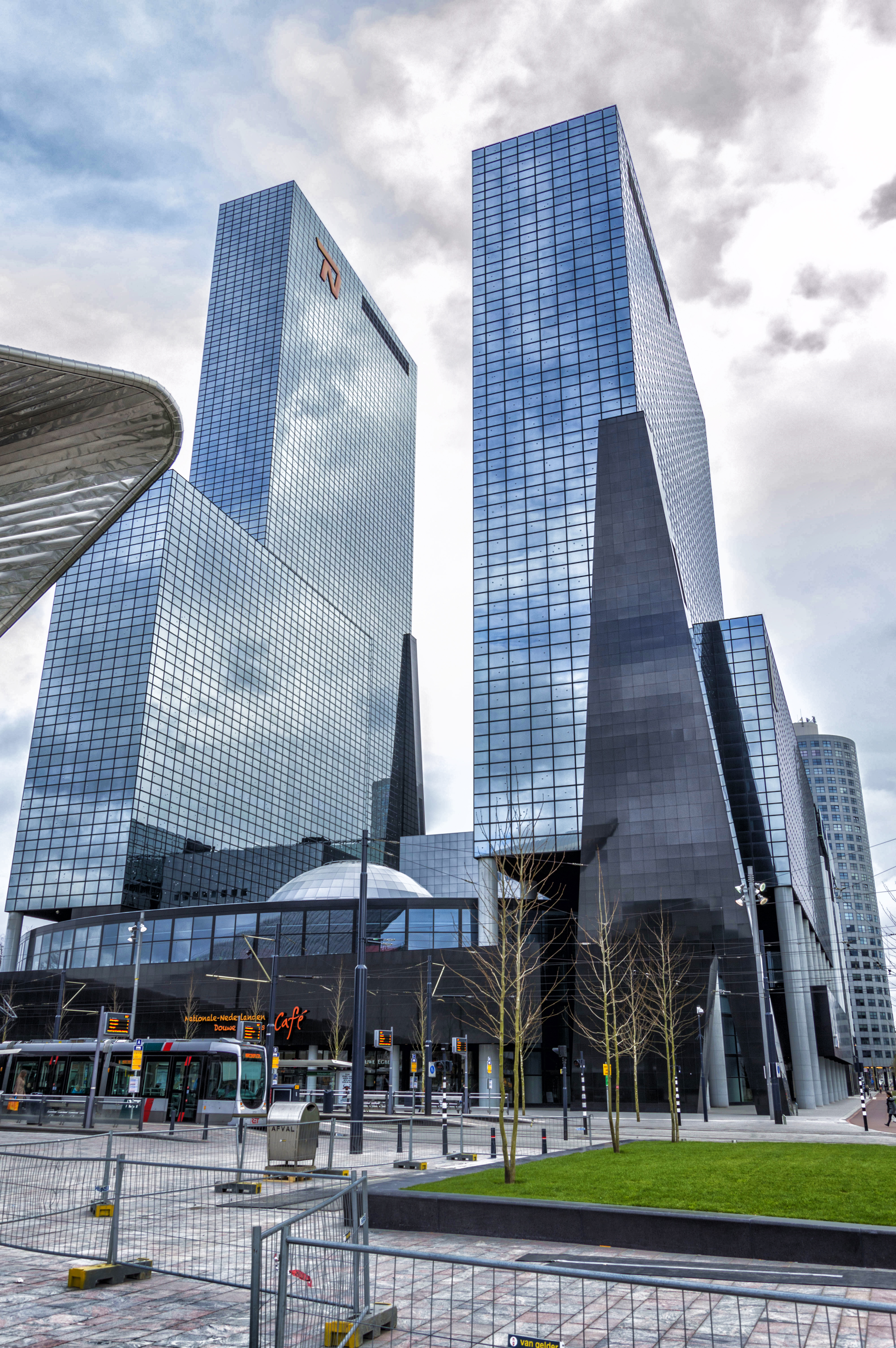
Gebouw Delftse Poort, Rotterdam Abe Bonnema

## Geboren

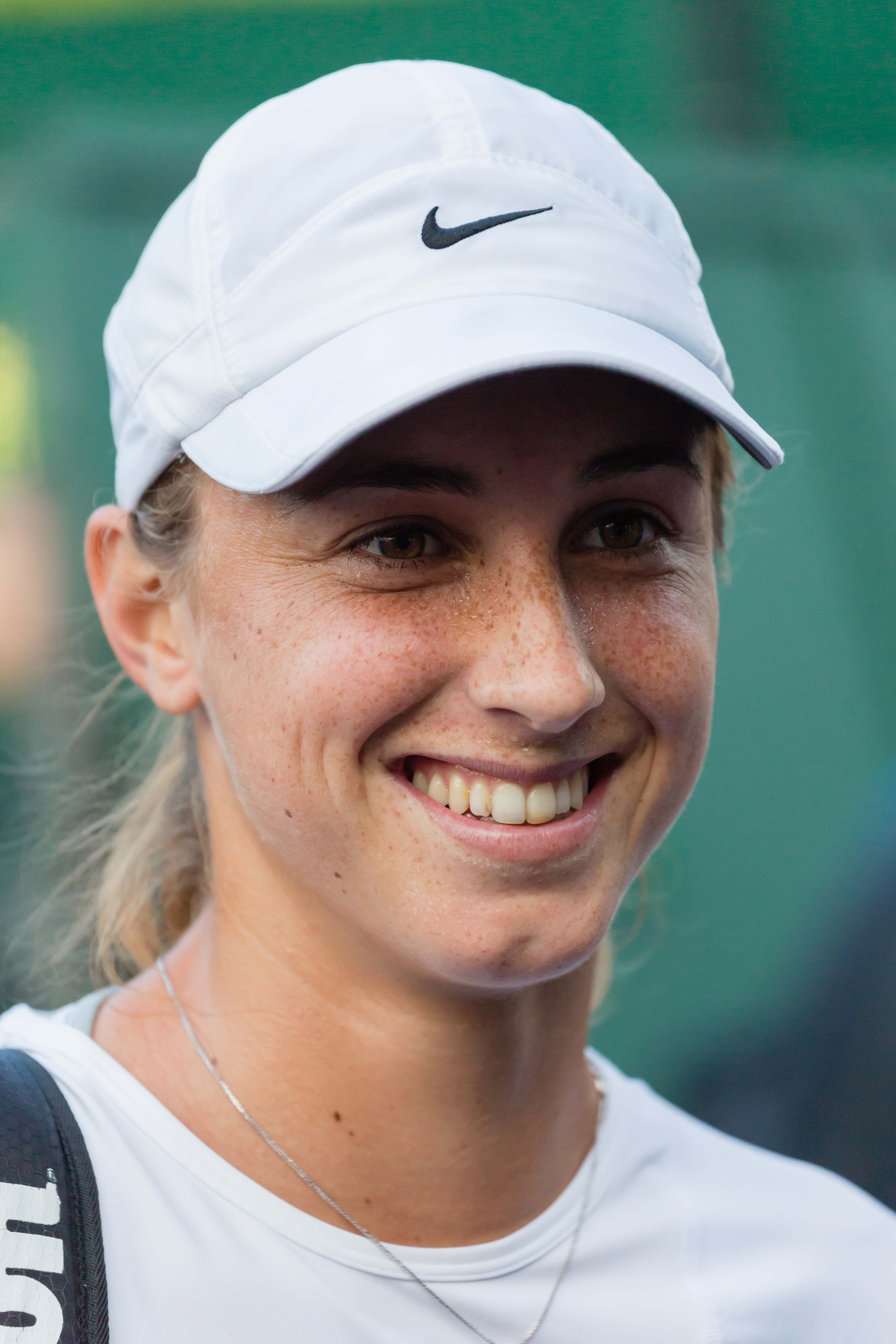
Petra Martić,
geboren op 19 januari

### Januari
- 1 - Abdoulaye Ba, Senegalees voetballer
- 1 - Bekim Balaj, Albanees voetballer
- 2 - Rheda Djellal, Belgisch-Algerijns voetballer
- 2 - Davide Santon, Italiaans voetballer
- 2 - Michelle Williams, Canadees zwemster
- 3 - Jerson Cabral, Nederlands voetballer
- 4 - Pascal Bodmer, Duits schansspringer
- 4 - Metejoor (Joris van Rossem), Vlaams popzanger
- 5 - Jelle van Gorkom, Nederlands fietscrosser
- 5 - Anne Terpstra, Nederlands wielrenster
- 6 - Will Barton, Amerikaans basketballer
- 6 - Yonas Fissahaye, Eritrees wielrenner
- 6 - Román Ramos, Spaans motorcoureur
- 6 - Jeroen Zoet, Nederlands voetballer (doelman)
- 7 - Eden Hazard, Belgisch voetballer
- 7 - Caster Semenya, Zuid-Afrikaans atlete
- 7 - Alen Stevanović, Zwitsers-Servisch voetballer
- 8 - Zachary Donohue, Amerikaans kunstschaatser
- 8 - Tadd Fujikawa, Amerikaans golfer
- 8 - Sarah Höfflin, Zwitsers freestyleskiester
- 8 - Allan Marques Loureiro, Braziliaans voetballer
- 9 - Josh Files, Brits autocoureur
- 9 - Josh Hill, Brits autocoureur
- 9 - Amel Tuka, Bosnisch atleet
- 10 - Romain Wattel, Frans golfer
- 11 - Xu Tianlongzi, Chinees zwemster
- 12 - Pixie Lott, Brits zangeres
- 13 - Chang Kai-chen, Taiwanees tennisster
- 15 - Marcelo Chierighini, Braziliaans zwemmer
- 15 - Merindah Dingjan, Australisch zwemster
- 15 - Danny Hoesen, Nederlands voetballer
- 15 - Nicolai Jørgensen, Deens voetballer
- 15 - Darja Klisjina, Russisch atlete
- 15 - Roberto Tamburini, Italiaans motorcoureur
- 16 - Tom van Kalmthout, Nederlands acteur
- 17 - Willa Fitzgerald, Amerikaans actrice
- 17 - Katharina Innerhofer, Oostenrijks biatlete
- 19 - Iván Castellani, Argentijns volleyballer
- 19 - Petra Martić, Kroatisch tennisster
- 19 - Erin Sanders, Amerikaans actrice
- 20 - Jolyon Palmer, Brits autocoureur
- 20 - Jacqueline Seifriedsberger, Oostenrijks schansspringster
- 21 - Ana Gros, Sloveens handbalster
- 21 - Jan Hirt, Tsjechisch wielrenner
- 22 - Yann Cunha, Braziliaans autocoureur
- 22 - Alex MacDowall, Brits autocoureur
- 22 - Elizabeth Simmonds, Brits zwemster
- 24 - Jett Rebel, Nederlands zanger en componist
- 25 - Nawwal Ghabri, Nederlands zangeres en rapster
- 25 - Svenja Huth, Duits voetbalster
- 25 - Gökhan Lekesiz, Duits voetballer
- 25 - Nigel Melker, Nederlands autocoureur
- 26 - Marc Bischofberger, Zwitsers freestyleskiër
- 26 - Grégoire Demoustier, Frans autocoureur
- 26 - Alex Sandro, Braziliaans voetballer
- 26 - Pål Varhaug, Noors autocoureur
- 27 - Iván Barton, Salvadoraans voetbalscheidsrechter
- 27 - Markus Pommer, Duits autocoureur
- 27 - Winanda Spoor, Nederlands wielrenster
- 28 - Jacco Arends, Nederlands badmintonspeler
- 28 - Amber Kortzorg, Nederlands journaliste en presentatrice
- 30 - Pim Bouwman, Nederlands voetballer
- 30 - Sanne Vaassen, Nederlands beeldend kunstenaar
- 31 - Tim Mastnak, Sloveens snowboarder

### Februari

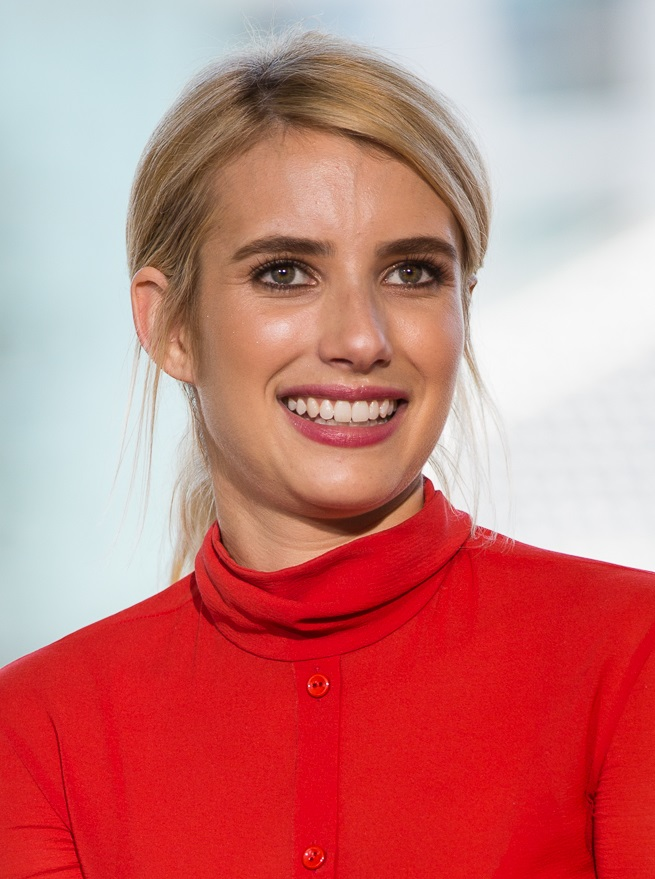
Emma Roberts,
geboren op 10 februari

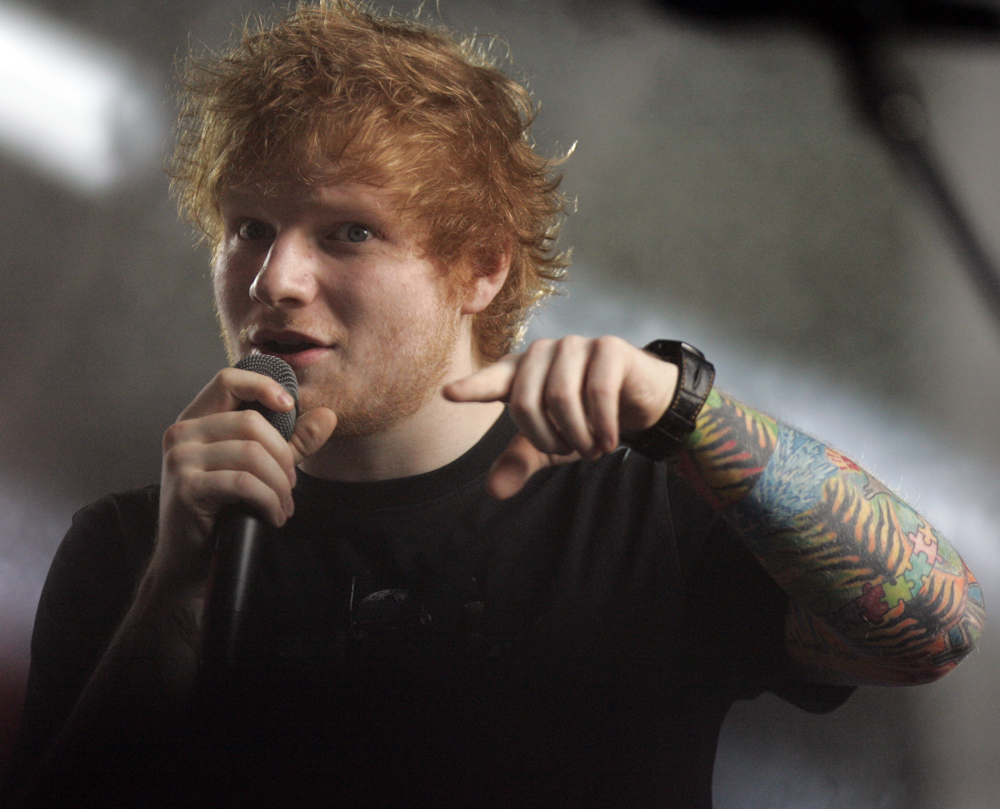
Ed Sheeran,
geboren op 17 februari

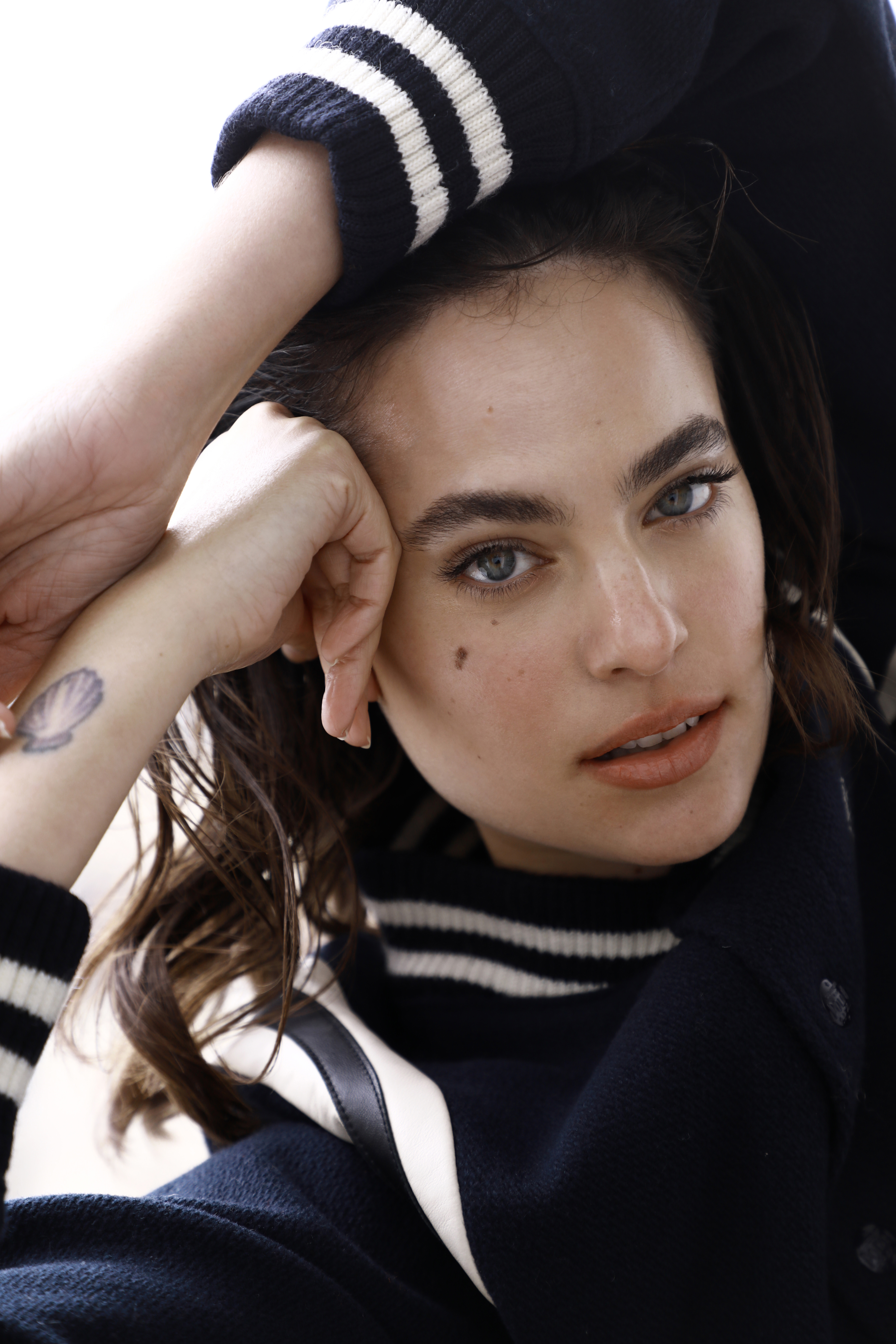
Dar Zuzovsky,
geboren op 24 februari

- 1 - Luca Caldirola, Italiaans voetballer
- 1 - Faouzi Ghoulam, Algerijns voetballer
- 2 - Megan Romano, Amerikaans zwemster
- 3 - Elena Curtoni, Italiaans alpineskiester
- 3 - Erik Kynard, Amerikaans atleet
- 3 - Adrian Quaife-Hobbs, Brits autocoureur
- 3 - Ruben den Uil, Nederlands voetbaltrainer
- 7 - Rachel Sibner, Amerikaans actrice
- 7 - Francesca Lollobrigida, Italiaanse langebaan-, skeeler- en marathonschaatsster
- 8 - Genzebe Dibaba, Ethiopisch atlete
- 8 - Tee Jing Yi, Maleisisch badmintonster
- 8 - Michael Lang, Zwitsers voetballer
- 8 - Kim Polling, Nederlands judoka
- 9 - Fabian Serrarens, Nederlands voetballer
- 10 - Merel Baldé, Nederlands actrice en zangeres
- 10 - Emma Roberts, Amerikaans actrice
- 11 - Kevin Kayirangwa, Belgisch zanger
- 11 - Adrian Stoian, Italiaans voetballer
- 12 - Nick McBride, Australisch autocoureur
- 12 - Ragnhild Haga, Noors langlaufer
- 12 - Michael Schimpelsberger, Oostenrijks voetballer
- 13 - Marinus Kraus, Duits schansspringer
- 14 - Billy Dans, Nederlands muziekartiest
- 14 - Martijn Vogel, Nederlands zanger en acteur
- 14 - Jos de Vos, Nederlands langebaanschaatser
- 16 - Prinses Alexandra van Luxemburg
- 16 - Sergio Canales, Spaans voetballer
- 17 - Ed Sheeran, Brits singer-songwriter
- 17 - Bonnie Wright, Brits actrice
- 18 - Malese Jow, Amerikaans actrice, zangeres en songwriter
- 18 - Henry Surtees, Engels autocoureur (overleden 2009)
- 19 - Martijn Kleermaker, Nederlands darter
- 19 - Miguel Ortiz-Cañavate, Spaans zwemmer
- 20 - Andrew Gemmell, Amerikaans zwemmer
- 20 - Sally Rooney, Iers schrijfster
- 21 - Pavel Maslák, Tsjechisch atleet
- 21 - Henri Toivomäki, Fins voetballer
- 23 - Bart Deurloo, Nederlands turner
- 23 - Chatilla van Grinsven, Nederlands basketballer
- 24 - Tom Gladdis, Brits autocoureur
- 24 - Melissa Hoskins, Australisch wielrenster (overleden 2023)
- 24 - Madison Hubbell, Amerikaans kunstschaatsster
- 24 - Henrik Ingebrigtsen, Noors atleet
- 24 - Dar Zuzovsky, Israëlisch model en actrice
- 25 - Adrien Tambay, Frans autocoureur
- 26 - Caitlin Leverenz, Amerikaans zwemster
- 26 - Henk Veerman, voetballer
- 27 - David Texeira, Uruguayaans voetballer
- 27 - Carmela Zumbado, Amerikaans actrice
- 28 - Roy Donders, Nederlands kapper en volkszanger
- 28 - Jack Hawksworth, Brits autocoureur
- 28 - Gokhan Saricam, Belgische Mixed Martial Arts-vechter

### Maart
- 1 - Jekaterina Poistogova, Russisch atlete
- 1 - Maaike Vos, Nederlands zangeres
- 1 - Jia Zongyang, Chinees freestyleskiër
- 2 - Jake Picking, Amerikaanse acteur
- 5 - Michael Hayböck, Oostenrijks schansspringer
- 5 - Axel Jungk, Duits skeletonracer
- 5 - Ramiro Funes Mori , Argentijns voetballer
- 6 - Marc-Antoine Gagnon, Canadees freestyleskiër
- 6 - Björn Koreman, Nederlands atleet
- 8 - Devon Werkheiser, Amerikaans acteur
- 9 - Boštjan Kline, Sloveens alpineskiër
- 10 - Marco Bizot, Nederlands voetballer
- 11 - Sebastian Lander, Deens wielrenner
- 11 - Kamohelo Mokotjo, Zuid-Afrikaans voetballer
- 13 - François Affolter, Zwitsers voetballer
- 13 - Cristian Herrera, Spaans voetballer
- 13 - Hilary Caldwell, Canadees zwemster
- 13 - Menasheh Idafar, Brits-Bahreins autocoureur
- 14 - Jasper Demollin, Nederlands acteur, presentator en zanger
- 14 - Jimmy Eriksson, Zweeds autocoureur
- 14 - Ties Evers, Nederlands voetballer
- 15 - Amaury Guichon, Frans-Zwitsers banketbakker
- 15 - Rabiu Ibrahim, Nigeriaans voetballer
- 16 - Elise Bouwens, Nederlands zwemster
- 16 - Kea Kühnel, Duits freestyleskiester
- 16 - Admir Mehmedi, Zwitsers voetballer
- 16 - Ville Paumola, Fins snowboarder
- 18 - Dries Wuytens, Belgisch voetballer
- 19 - Mano Bouzamour, Nederlands schrijver en columnist
- 19 - Iris de Graaf, Nederlands (tv-)journaliste
- 20 - Michał Kucharczyk, Pools voetballer
- 20 - Marcelle Arriëns, Nederlandse actrice
- 20 - Alexis Pinturault, Frans alpineskiër
- 20 - Oliver Webb, Brits autocoureur
- 21 - Tessa Brouwer, Nederlands zwemster
- 21 - Antoine Griezmann, Frans voetballer
- 22 - Felipe Guimarães, Braziliaans autocoureur
- 22 - Roberto Merhi, Spaans autocoureur
- 23 - Facundo Campazzo, Argentijns basketballer
- 25 - Norair Aslanyan, Nederlands/Armeens voetballer
- 25 - Lara Hoffmann, Duits atlete
- 25 - Wilco Kelderman, Nederlands wielrenner
- 25 - Samia Yusuf Omar, Somalisch atlete (overleden 2012)
- 26 - Ryan Cullen, Iers-Cypriotisch autocoureur
- 26 - Barbara Lorsheijd, Nederlands voetbalster
- 27 - Aude Biannic, Frans wielrenner
- 27 - Josemar Makiavala, Nederlands voetballer
- 27 - Stefano Parinussa, Nederlands acteur
- 28 - Amy Bruckner, Amerikaans (stem)actrice
- 28 - Romain Guillemois, Frans wielrenner
- 30 - Pawel Statema, Nederlands paralympisch sporter
- 30 - Rocco van Straten, Nederlands snowboarder
- 31 - Juliana Gaviria, Colombiaans baanwielrenster

### April
- 1 - Loes van Delft, Nederlands schilderes en graffitikunstenares
- 2 - Nikki Herr, Nederlands tv-journaliste en presentatrice
- 2 - Edgar Lau, Hongkongs autocoureur
- 3 - Roland Bergkamp, Nederlands voetballer
- 3 - Markus Eisenbichler, Duits schansspringer
- 3 - Blair Evans, Australisch zwemster
- 3 - Hayley Kiyoko, Amerikaans actrice en zangeres
- 4 - Jamie Lynn Spears, Amerikaans actrice
- 4 - Marlon Stöckinger, Filipijns-Zwitsers autocoureur
- 8 - Thom van Beek, Nederlands schaatser
- 7- Anne-Marie, Britse zangeres
- 9 - Sofie Juárez, Andorrees alpineskiester
- 9 - Alexander Ring, Fins voetballer
- 9 - Tamara Tippler, Oostenrijks alpineskiester
- 10 - Pedro Pablo Calbimonte, Boliviaans autocoureur
- 10 - Fresia Cousiño Arias, Nederlandse presentatrice
- 11 - Sofie Lauwers, Belgisch atlete
- 11 - Mona Løseth, Noors alpineskiester
- 11 - James Magnussen, Australisch zwemmer
- 11 - James Roberts, Australisch zwemmer
- 11 - Geoff Uhrhane, Australisch autocoureur
- 12 - Maria Marinela Mazilu, Roemeens skeletonster
- 12 - Rozanne Slik, Nederlands wielrenster en mountainbikster
- 14 - Otmar Striedinger, Oostenrijks alpineskiër
- 14 - Rick van der Ven, Nederlands handboogschutter
- 15 - Ristomatti Hakola, Fins langlaufer
- 16 - Pierre-Antoine Gillet, Belgisch basketballer
- 16 - Katie Meili, Amerikaans zwemster
- 17 - Tessa James, Australisch actrice
- 18 - Daša Grm, Sloveens kunstschaatsster
- 18 - Janine Smit, Nederlands langebaanschaatsster
- 19 - Jazzmeia Horn, Amerikaans zangeres
- 20 - Lucas Rijneveld, Nederlands schrijver en dichter
- 20 - Filip Wypych, Pools zwemmer
- 21 - Frank Dillane, Engels acteur
- 22 - Samir Fazli, Macedonisch voetballer
- 24 - Morgan Ciprès, Frans kunstschaatser
- 25 - Alex Shibutani, Amerikaans kunstschaatser
- 26 - Jørgen Gråbak, Noors noordse combinatieskiër
- 27 - David Cebrián, Spaans autocoureur
- 27 - Isaac Cuenca, Spaans voetballer
- 27 - Sofie Daelemans, Belgisch atlete
- 27 - Jay Hardway, Nederlands producer
- 27 - Laura Sogar, Amerikaans zwemster
- 28 - Caifano Latupeirissa, Nederlands voetballer
- 29 - Misaki Doi, Japans tennisster
- 29 - Tea Palić, Kroatisch alpineskiester
- 30 - Mick Dierdorff, Amerikaans snowboarder
- 30 - Connor Jaeger, Amerikaans zwemmer
- 30 - Christos Mylordos, Cypriotisch zanger
- 30 - Travis Scott, Amerikaans rapper
- 30 - Edward Theuns, Belgisch wielrenner

### Mei

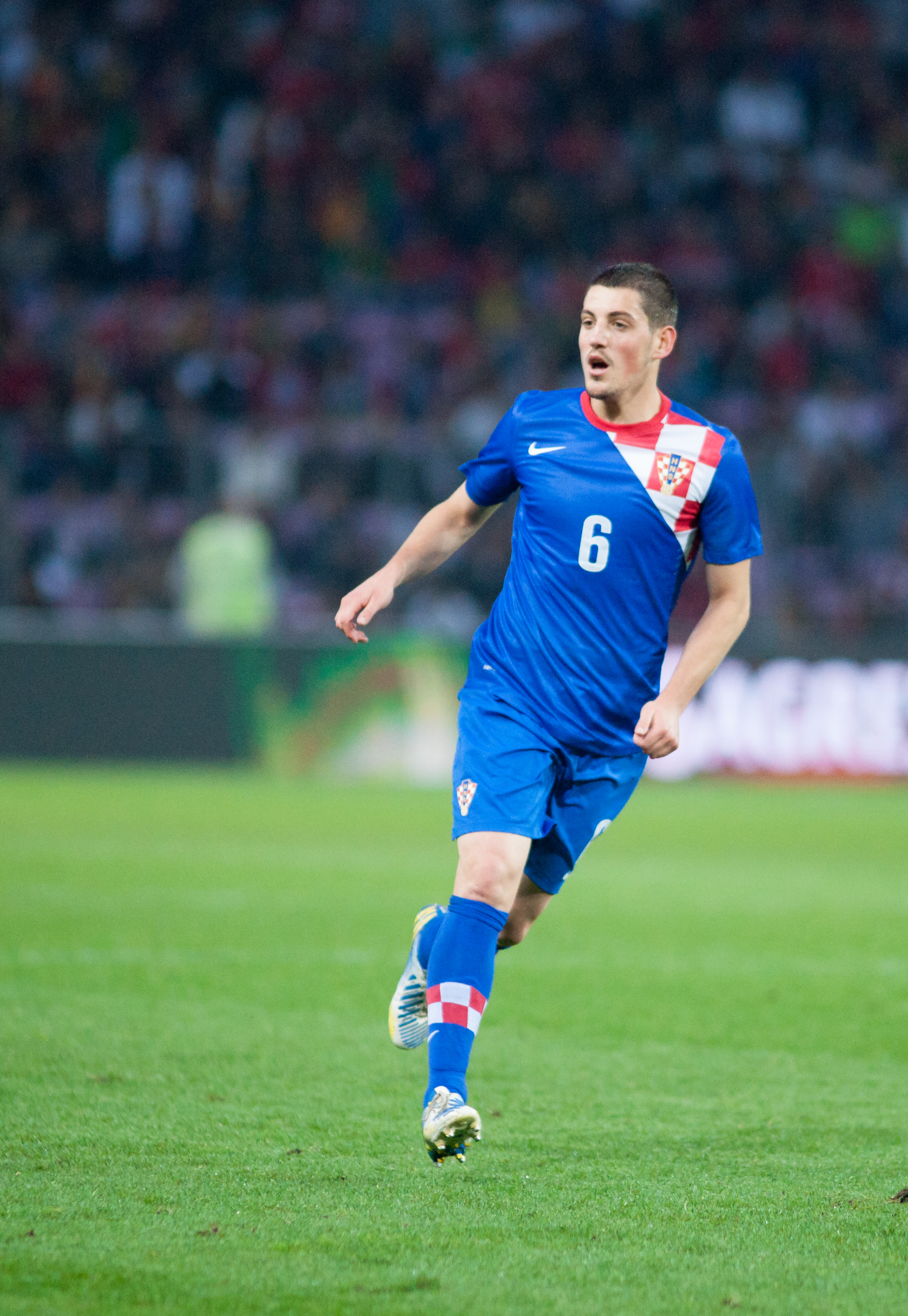
Arijan Ademi,
geboren op 29 mei

- 1 - Antoine Chiaramonti, Andorrees voetbalscheidsrechter
- 1 - Abdisalam Ibrahim, Noors-Somalisch voetballer
- 1 - Bartosz Salamon, Pools voetballer
- 1 - Daniel Talbot, Brits atleet
- 3 - Carlo Acutis, Italiaans zalig verklaard computerprogrammeur (overleden 2006)
- 3 - Betelhem Moges, Ethiopisch atlete
- 4 - Yang Yu, Chinees freestyleskiester
- 5 - Ofir Davidadza, Israëlisch voetballer
- 7 - Daniel Juncadella, Spaans autocoureur
- 7 - Janouk Kelderman, Nederlands zangeres en presentatrice
- 7 - Loreanne Kuhurima, Nederlands atlete
- 8 - Jorik Prins, Nederlands acteur
- 9 - Genki Haraguchi, Japans voetballer
- 9 - Majlinda Kelmendi, Albanees judoka
- 9 - Ivan Loekasjevitsj, Russisch autocoureur
- 10 - Jordan Taylor, Amerikaans autocoureur
- 10 - Didrik Tønseth, Noors langlaufer
- 11 - Elske Rotteveel, Nederlands actrice
- 11 - Uzari, Wit-Russisch zanger
- 13 - Anders Fannemel, Noors schansspringer
- 13 - Roland Leitinger, Oostenrijks alpineskiër
- 14 - David Verburg, Amerikaans atleet
- 15 - Łukasz Kuźma, Pools voetbalscheidsrechter
- 15 - Femi Ogunode, Qatarees atleet
- 15 - Anamari Velenšek, Sloveens judoka
- 16 - Michael McBroom, Amerikaans zwemmer
- 16 - Ashley Wagner, Amerikaans kunstschaatsster
- 17 - Matthew Ladley, Amerikaans snowboarder
- 17 - Pim Wessels, Nederlands acteur
- 18 - Shanne Braspennincx, Belgisch-Nederlands baanwielrenster
- 18 - Mula B, Nederlands rapper
- 19 - Tamás Pál Kiss, Hongaars autocoureur
- 19 - Dawit Wolde, Ethiopisch atleet
- 20 - Henrik Ojamaa, Estisch voetballer
- 21 - Nicki Pouw-Verweij, Nederlands politica
- 23 - Sarah Jarosz, Amerikaans zangeres
- 23 - Côme Ledogar, Frans autocoureur
- 23 - Lena Meyer-Landrut, Duits zangeres
- 23 - Michael Weiss, Amerikaans zwemmer
- 24 - Etiene Medeiros, Braziliaans zwemster
- 24 - Alejandro Muñiz Ruiz, Spaans voetbalscheidsrechter
- 25 - Aleksej Fjodorov, Russisch atleet
- 26 - Amber Bondin, Maltees zangeres
- 27 - April Darby, Nederlands-Amerikaanse zangeres, musicalartiest en MC
- 28 - Jamie Prebble, Nieuw-Zeelands freestyleskiër
- 28 - Daniel Smith, Australisch zwemmer
- 29 - Arijan Ademi, Kroatisch voetballer
- 29 - Dominique Bouchard, Canadees zwemster
- 29 - Brecht Dejaegere, Belgisch voetballer
- 29 - Dan Wells, Brits autocoureur

### Juni

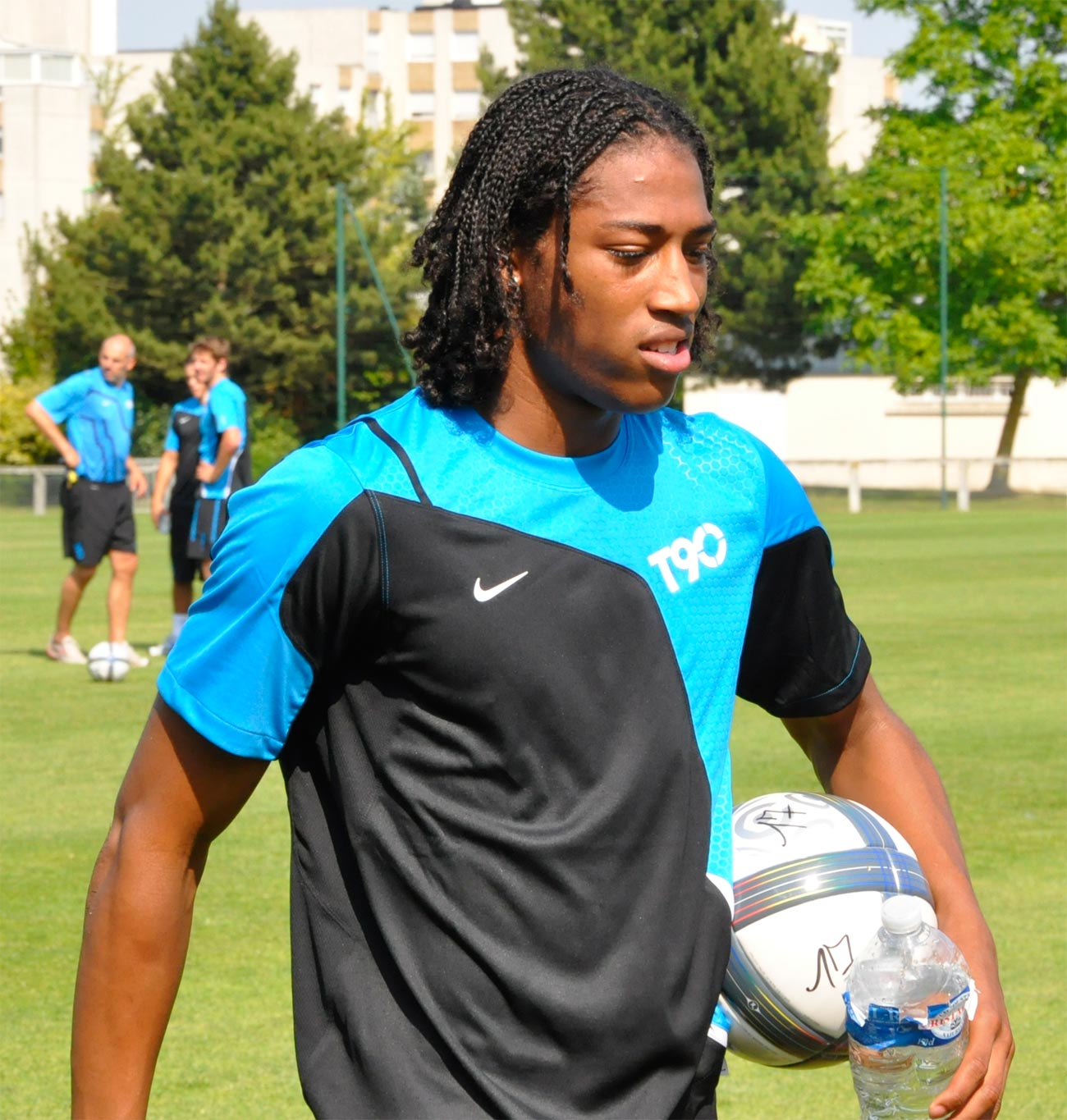
Rajiv van La Parra,
geboren op 4 juni

- 1 - Peter Callahan, Amerikaans/Belgisch atleet
- 1 - Amy Pieters, Nederlands wielrenster
- 2 - Ole Bjørnsmoen Næss, Noors langebaanschaatser
- 3 - Frederic Berthold, Oostenrijks alpineskiër
- 3 - Bruno Uvini, Braziliaans voetballer
- 4 - Lorenzo Insigne, Italiaans voetballer
- 4 - Rajiv van La Parra, Nederlands voetballer
- 4 - Roy Meyer, Nederlands judoka
- 4 - Ante Vukušić, Kroatisch voetballer
- 5 - Athanasios Petsos, Grieks/Duits voetballer
- 5 - Lisa Schmidla, Duits roeister
- 6 - Lucas van Alphen, Nederlands schaatser
- 7 - Cenk Tosun, Turks-Duits voetballer
- 7 - Emily Ratajkowski, Amerikaans fotomodel en actrice
- 7 - Olivia Rogowska, Australisch tennisster
- 8 - Stefan Ebner, Oostenrijks voetbalscheidsrechter
- 8 - Olivier Mukendi, Belgisch-Congolees voetballer
- 9 - Maciej Kot, Pools schansspringer
- 10 - Charle Cournoyer, Canadees shorttracker
- 10 - Jetze Plat, Nederlands handbiker
- 10 - Alexa Scimeca, Amerikaans kunstschaatsster
- 10 - Krisztián Simon, Hongaars voetballer
- 11 - Phathizwe Sacolo, Zuid-Afrikaans voetballer
- 12 - Shane Ferguson, Noord-Iers voetballer
- 13 - Agnese Bonfantini, Italiaans voetbalster
- 13 - Barbara Bonansea, Italiaans voetbalster
- 13 - Will Claye, Amerikaans atleet
- 13 - Katie Nageotte, Amerikaans atlete
- 13 - Ricardo van Rhijn, Nederlands voetballer
- 13 - Eduardo Sepúlveda, Argentijns wielrenner
- 14 - Erick Barrondo, Guatemalteeks atleet
- 14 - Dieumerci Ndongala, Congolees voetballer
- 15 - Andrea Barlesi, Belgisch autocoureur
- 15 - Noël van 't End, Nederlands judoka
- 16 - Kai Merckx, Nederlands radio-dj
- 17 - Robert Berić, Sloveens voetballer
- 18 - Willa Holland, Amerikaans actrice en model
- 18 - Anna Swenn-Larsson, Zweeds alpineskiester
- 19 - Edwin Coratti, Italiaans snowboarder
- 18 - Katrine Veje, Deens voetbalster
- 20 - Rick ten Voorde, Nederlands voetballer
- 21 - Ricky van Haaren, Nederlands voetballer
- 21 - Talitha Muusse, Nederlands onderneemster en voormalig presentatrice
- 21 - Pablo Nascimento Castro, Braziliaans voetballer
- 22 - Franko Andrijašević, Kroatisch voetballer
- 22 - Carlos Huertas, Colombiaans autocoureur
- 23 - Pierrick Cros, Frans voetballer
- 24 - Hiba Abu Nada, Palestijns schrijfster en dichteres (overleden 2023)
- 24 - Mutaz Essa Barshim, Qatarees atleet
- 24 - Dexter Darden, Amerikaans acteur
- 24 - Jan Ziobro, Pools schansspringer
- 25 - Maxime Jousse, Frans autocoureur
- 25 - Lauren Perdue, Amerikaans zwemster
- 26 - Angélique Duchemin, Frans boksster (overleden 2017)
- 27 - Jordy Clasie, Nederlands voetballer
- 27 - Kyle Smaine, Amerikaans freestyleskiër (overleden 2023)
- 27 - Madylin Anne Sweeten, Amerikaans actrice
- 28 - Anzjelika Sidorova, Russisch atlete
- 28 - Will Stevens, Brits autocoureur
- 28 - Kevin De Bruyne, Belgisch voetballer
- 29 - Elchin Masiyev, Azerbeidzjaans voetbalscheidsrechter
- 29 - Nicky van der Schilt, Nederlands atlete
- 29 - Suk Hyun-jun, Zuid-Koreaans voetballer

### Juli

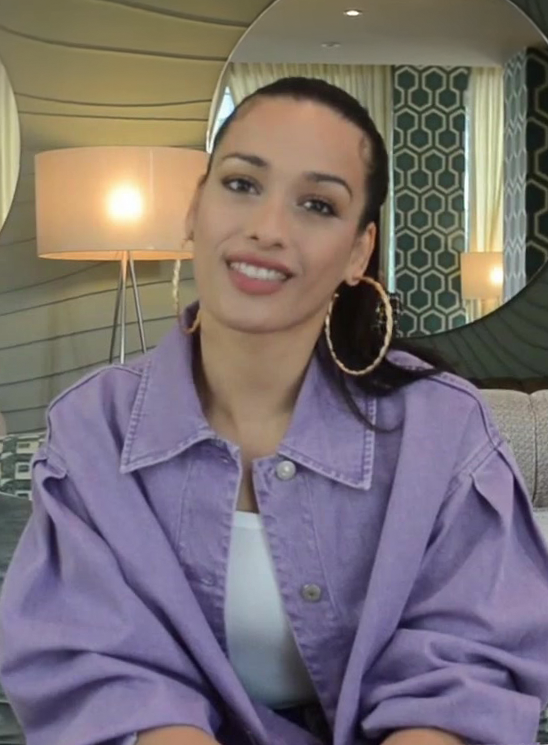
Chanel Terrero
geboren op 28 juli

- 1 - Kev Adams, Frans stand-up comedian en acteur
- 1 - Anmar Almubaraki, Iraaks/Nederlands voetballer
- 1 - Lucas Vázquez, Spaans voetballer
- 2 - Antonin Guigonnat, Frans biatleet
- 2 - Danelle Sandoval, Amerikaans sing-songwriter
- 3 - Peggy Gou, Zuid-Koreaans dj en muziekproducent
- 3 - Will Grigg, Noord-Iers voetballer
- 3 - Eero Markkanen, Fins voetballer
- 3 - Rolf Sanchez, Nederlands zanger
- 4 - Hugo Barrette, Canadees baanwielrenner
- 4 - Jermaine Brown, Jamaicaans atleet
- 4 - Laci Mosley, Amerikaans actrice
- 5 - Mats Lunders, Belgisch atleet
- 5 - Hanne Van Hessche, Belgisch atlete
- 5 - Jason Dolley, Amerikaans acteur
- 6 - Bibi Breijman, Nederlands mediapersoonlijkheid, zangeres, vlogster en presentatrice
- 6 - Beatrice Chepkoech, Keniaans atlete
- 6 - Philip Milanov, Belgisch atleet
- 8 - Virgil van Dijk, Nederlands voetballer
- 9 - Clara Mae, Zweeds zangeres
- 9 - Mitchel Musso, Amerikaans acteur en zanger
- 9- Roberto La Rocca, Venezolaans autocoureur
- 9 - Lisa Vitting, Duits zwemster
- 10 - Jeffrey Gouweleeuw, Nederlands voetballer
- 10 - Nikita Katsalapov, Russisch kunstschaatser
- 11 - Thomas Shields, Amerikaans zwemmer
- 11 - Shaneequa Thelissen, Nederlands actrice
- 12 - Jamie van Lieshout, Nederlands atlete
- 13 - MacKenzie Boyd-Clowes, Canadees schansspringer
- 14 - Inge van Caspel, Nederlands handboogschutter
- 14 - Rossella Fiamingo, Italiaans schermster
- 16 - Frank Futselaar, Nederlands atleet
- 16 - Sietske Noorman, Nederlands atlete
- 16 - Alexandra Shipp, Amerikaans actrice
- 17 - Sergej Chizjnitsjenko, Kazachs voetballer
- 19 - Niels Gomperts, Nederlands acteur
- 19 - Gerhard Kerschbaumer, Italiaans mountainbiker
- 19 - Dorien Motten, Belgische gymnaste
- 20 - Heidi Weng, Noors langlaufster
- 22 - Ante Budimir, Kroatisch voetballer
- 22 - Tristan Tulen, Nederlands degenschermer
- 23 - Lars van der Haar, Nederlands wielrenner en veldrijder
- 24 - Jade Neilsen, Australisch zwemster
- 25 - Amanda Kurtović, Noors handbalster
- 25 - Yuichi Nakayama, Japans autocoureur
- 25 - Hasan Piker, Amerikaans livestreamer
- 27 - Klaus Bachler, Oostenrijks autocoureur
- 27 - Ömer Bayram, Nederlands-Turks voetballer
- 28 - Chanel Terrero, Cubaans-Spaans zangeres, danseres en actrice
- 29 - Orlando Ortega, Cubaans/Spaans atleet
- 29 - Ramona Siebenhofer, Oostenrijks alpineskiester
- 30 - Charlotte Jacobs, Belgisch atlete
- 30 - Femke Stoltenborg, Nederlands volleybalster
- 31 - Kenza Dali, Frans voetbalster

### Augustus
- 1 - Cecilia Adorée, Nederlands actrice
- 2 - Anton Babikov, Russisch biatleet
- 3 - Mayra Aguiar, Braziliaans judoka
- 4 - Hanne Claes, Belgisch atlete
- 4 - Lena Dürr, Duits alpineskiester
- 5 - Annemiek Bekkering, Nederlands zeilster
- 5 - Daniëlle van de Donk, Nederlands voetbalster
- 5 - Esteban Gutiérrez, Mexicaans autocoureur
- 7 - Robin Frijns, Nederlands autocoureur
- 7 - Said Martínez, Hondurees voetbalscheidsrechter
- 7 - Luis Salom, Spaans motorcoureur (overleden 2016)
- 7 - Niek Vossebelt, Nederlands voetballer
- 7 - Mitchell te Vrede, Nederlands voetballer
- 10 - Joshua Palmer, Australisch zwemmer
- 11 - Steve Krijbolder, Nederlands snowboarder
- 11 - Tamirat Tola, Ethiopisch atleet
- 11 - Estelle Nze Minko, Frans handbalster
- 12 - Emil Iversen, Noors langlaufer
- 13 - Alexander Kačaniklić, Zweeds voetballer
- 14 - Richard Freitag, Duits schansspringer
- 14 - Henrik Harlaut, Zweeds freestyleskiër
- 14 - Etimoni Timuani, Tuvaluaans voetballer en atleet
- 15 - Ellen Gandy, Australisch/Brits zwemster
- 15 - Petja Piiroinen, Fins snowboarder
- 15 - Ben Treffers, Australisch zwemmer
- 15 - Sam Willoughby, Australisch BMX'er
- 16 - José Eduardo de Araújo, Braziliaans voetballer
- 16 - Maureen Groefsema, Nederlands judoka
- 16 - Anna Gasser, Oostenrijks snowboardster
- 16 - Radosław Kawęcki, Pools zwemmer
- 16 - Evanna Lynch, Iers actrice
- 16 - Roope Riski, Fins voetballer
- 17 - Richard Bradley, Brits autocoureur
- 17 - Austin Butler, Amerikaans acteur
- 17 - Pol Rosell, Spaans autocoureur
- 17 - Marion Rousse, Frans wielrenster en sportpresentatrice
- 17 - Steven Zuber, Zwitsers voetballer
- 18 - Vairis Leiboms, Lets bobsleeër
- 18 - Brianna Rollins, Amerikaans atlete
- 20 - Thomas De Bock, Belgisch atleet
- 21 - Leandro Bacuna, Nederlands voetballer
- 21 - Kalifa Coulibaly, Malinees voetballer
- 21 - Tess Gaerthé, Nederlands zangeres
- 21 - Anna Netsjajevskaja, Russisch langlaufster
- 21 - Lars Veldwijk, Nederlands voetballer
- 22 - Crooks (Juliandri Frans), Nederlands rapper
- 22 - Guro Pettersen, Noors voetbalster
- 24 - Wang Zhen, Chinees atleet
- 25 - Stephan van Baarle, Nederlands politicus (DENK)
- 26 - Jessica Diggins, Amerikaans langlaufster
- 26 - Kirsten Nieuwendam, Surinaams atlete
- 26 - Dylan O'Brien, Amerikaans acteur
- 27 - Monika Hojnisz, Pools biatlete
- 28 - Gergő Bogár, Hongaars voetbalscheidsrechter'
- 28 - Kyle Massey, Amerikaans acteur
- 29 - Youness Mokhtar, Marokkaans-Nederlands voetballer
- 30 - Yassine Hethat, Algerijns atleet
- 31 - António Félix da Costa, Portugees autocoureur
- 31 - Goga Kikatsjeisjvili, Georgisch voetbalscheidsrechter
- 31 - Jason Rogers (atleet), atleet uit Saint Kitts en Nevis
- 31 - Shi Tingmao, Chinees schoonspringster

### September
- 1 - Haukur Heiðar Hauksson, IJslands voetballer
- 1 - Aleksej Sobolev, Russisch snowboarder
- 2 - Sophie Ingle, Welsh voetbalster
- 2 - Davy Pröpper, Nederlands voetballer
- 4 - Sosha Duysker, Nederlands presentatrice
- 5 - Hege Bøkko, Noors schaatsster
- 5 - Skandar Keynes, Brits acteur
- 5 - Constantine Louloudis, Brits roeier
- 6 - Mohan Khan, Bengalees atleet
- 6 - Zach Stone, Canadees snowboarder
- 7 - Fenna Ramos, Nederlands zangeres, actrice en presentatrice
- 9 - Kelsey Chow, Amerikaans actrice
- 9 - Jann Mardenborough, Brits autocoureur
- 9 - Oscar, Braziliaans voetballer
- 9 - Tessa van Tol, Nederlands zangeres en actrice
- 10 - Serine Ayari, Belgische comédienne en actrice
- 11 - Cammile Adams, Amerikaans zwemster
- 11 - Jill Holterman, Nederlands atlete
- 11 - Welmoed Sijtsma, Nederlands presentratice
- 12 - Dilan Yurdakul, Nederlands actrice
- 14 - Irina Avvakoemova, Russisch schansspringster
- 14 - Jolijn Henneman - Nederlands actrice
- 15 - Gia Sandhu, Canadees actrice
- 16 - Merel Corduwener, Nederlandse illustratrice
- 16 - Alexandra Paul, Canadees kunstschaatsster (overleden 2023)
- 16 - Kyle Smith, Brits motorcoureur
- 17 - Angelina Golikova, Russisch langebaanschaatsster
- 17 - Lieke Wevers, Nederlands turnster
- 17 - Sanne Wevers, Nederlands turnster
- 18 - Bruno Hortelano, Spaans atleet
- 18 - Kostas Lamprou, Grieks voetballer
- 18 - Marlies Manders, Nederlands atlete
- 19 - Aïcha Gill, Nederlands zangeres
- 20 - Torgeir Bergrem, Noors snowboarder
- 21 - Lara Grangeon, Frans zwemster
- 24 - Lorenzo Ebecilio, Nederlands voetballer
- 24 - Brittany Phelan - Canadees freestyleskiester
- 25 - Athanasios Karagounis, Grieks voetballer
- 25 - Emma Kullberg, Zweeds voetbalster
- 25 - Stine Bredal Oftedal, Noors handbalster
- 26 - Paul Berg, Duits snowboarder
- 26 - Boelat Sarijev, Kazachs voetbalscheidsrechter
- 27 - Simona Halep, Roemeens tennisster
- 27 - Renato Neto, Braziliaans voetballer
- 27 - Mehdi Terki, Algerijns voetballer
- 30 - Wouter Brus, Nederlands atleet
- 30 - Selena Piek, Nederlands badmintonster
- 30 - Thomas Röhler, Duits atleet
- 30 - Annefleur Schipper,  Nederlands programmamaker, podcastmaker en (eind)redacteur

### Oktober

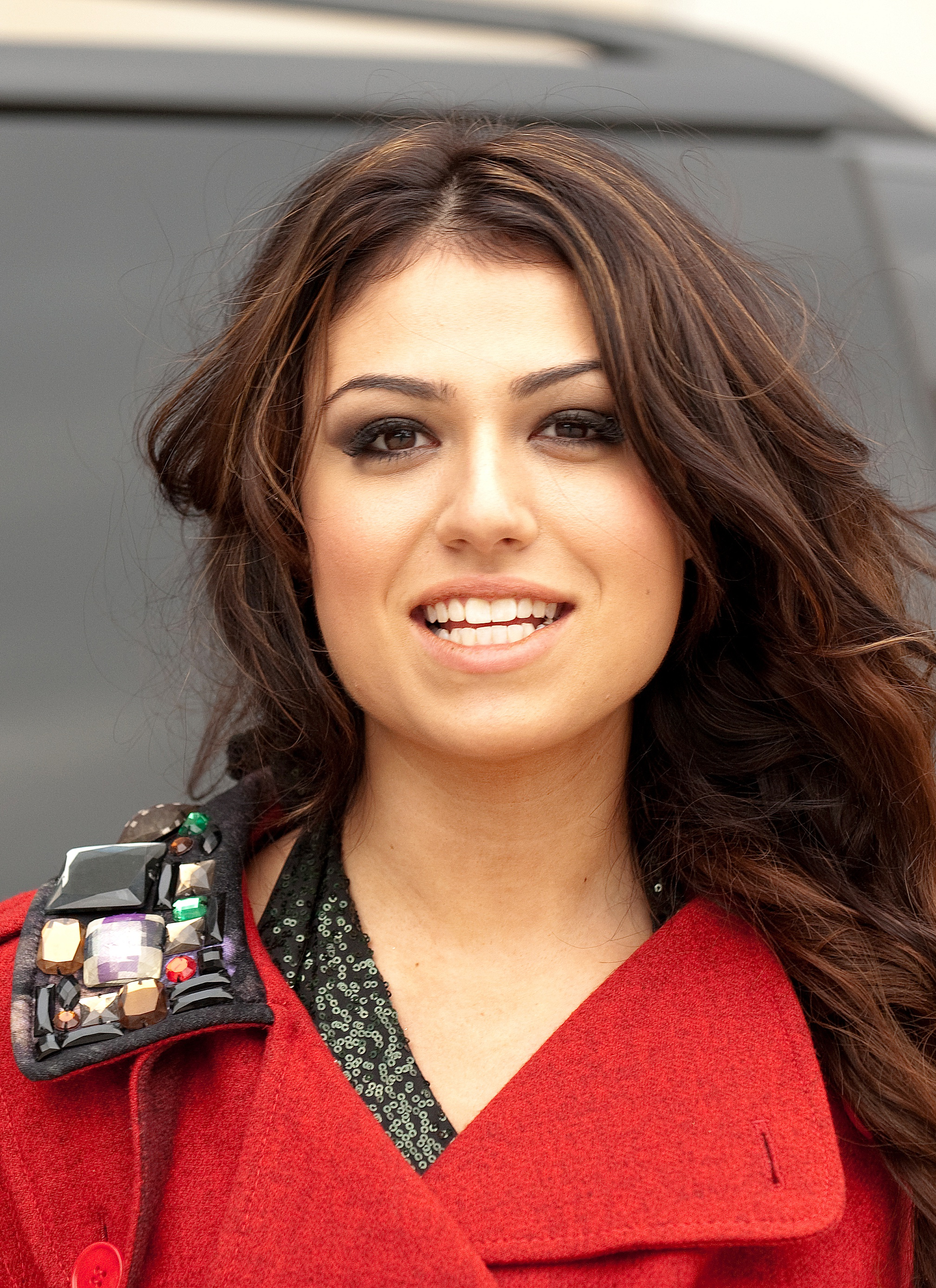
Gabriella Cilmi,
geboren op 10 oktober

- 1 - Vincent Kriechmayr, Oostenrijks alpineskiër
- 2 - Natasha Anasi, IJslands voetbalster
- 2 - Danila Izotov, Russisch zwemmer
- 2 - Ethan Warren, Australisch schoonspringer
- 3 - Sean De Bie, Belgisch wielrenner
- 4 - Nicolai Kielstrup, Deens zanger
- 4 - Thijmen Kupers, Nederlands atleet
- 4 - Isabel Van Buynder, Belgisch alpineskiester
- 4 - Yoshito Watabe, Japans noordse combinatieskiër
- 5 - Davide Petrucci, Italiaans voetballer
- 5 - Arthur Pic, Frans autocoureur
- 7 - Kevin Mirocha, Duits autocoureur
- 7 - Lisa Ostermann, Nederlands cabaretière, actrice en zangeres
- 8 - Patric Niederhauser, Zwitsers autocoureur
- 9 - Thomas Fraser-Holmes, Australisch zwemmer
- 10 - Amanda Nguyen - Amerikaans-Vietnamees burgerrechtenactivist en astronaut
- 10 - Gabriella Cilmi, Australisch zangeres
- 10 - Renee McElduff, Australisch freestyleskiester
- 10 - Xherdan Shaqiri, Zwitsers-Kosovaars voetballer
- 11 - Kika van Es, Nederlands voetbalster
- 11 - Jakub Śmiechowski, Pools autocoureur
- 11 - Davide Uccellari, Italiaans triatleet
- 12 - Janice Blok, Nederlands actrice en influencer
- 12 - Thiemo Storz, Duits autocoureur
- 13 - Carla Somaini, Zwitsers snowboardster
- 13 - Lilian de Geus, Nederlands windsurfster
- 13 - Esther de Geus, Nederlands windsurfster
- 15 - Melissa Baas, Nederlands model
- 16 - Phan Thị Hà Thanh, Vietnamees gymnast
- 18 - Roly Bonevacia, Nederlands voetballer
- 18 - Zohran Mamdani, Amerikaans politicus
- 19 - Paul-Loup Chatin, Frans autocoureur
- 19 - Travis Gerrits, Canadees freestyleskiër
- 21 - Artoer Aleksanjan, Armeens worstelaar
- 21 - Jacky Chamoun, Libanees alpineskiester
- 22 - Kevin Kleveros, Zweeds autocoureur
- 22 - Marlou van Rhijn, Nederlands paralympisch atlete
- 22 - Saskia Neville, Nederlands stuntvrouw
- 23 - Mako, Japans prinses
- 27 - Adam Helcelet, Tsjechisch atleet
- 28 - Lucy Bronze, Engels-Portugees voetbalster
- 29 - Sam Ghilane, Nederlands actrice
- 29 - Ramón Piñeiro, Spaans autocoureur
- 29 - Jill Schirnhofer, Nederlands illustratrice, schrijfster, programmamaakster en actrice
- 29 - Harry Tincknell, Brits autocoureur
- 31 - Joey Kooij, Nederlands voetbalscheidsrechter

### November
- 1 - Yuberjén Martínez, Colombiaans bokser
- 1 - Yanic Wildschut, Nederlands voetballerecht
- 2 - Holly Bradshaw, Brits atlete
- 2 - Zeno Kieft, Nederlands professioneel rugbyspeler
- 4 - Lesley Kerkhove, Nederlands tennisster
- 5 - Ljoebov Iljoesjetsjkina, Russisch kunstschaatsster
- 5 - Marco Rojas, Nieuw-Zeelands voetballer
- 5 - Shinri Shioura, Japans zwemmer
- 5 - Derk Stenvers, Nederlands acteur
- 6 - Mike van Duinen, Nederlands voetballer
- 6 - Pierson Fodé, Amerikaans acteur
- 6 - Bjørn Johnsen, Amerikaans-Noors voetballer
- 6 - Paul Poirier, Canadees kunstschaatser
- 6 - Olga Smirnova, Russisch balletdanseres
- 7 - Anne Gadegaard, Deens zangeres
- 7 - Felix Rosenqvist, Zweeds autocoureur
- 8 - Riker Lynch, Amerikaans singer-songwriter, acteur en danser
- 9 - Phil Brown, Canadees alpineskiër
- 9 - Giovanni Venturini, Italiaans autocoureur
- 11 - Julia Lier, Duits roeister
- 12 - Roberto Skyers, Cubaans atleet
- 12 - Gijs Van Hoecke, Belgisch wielrenner
- 13 - Ilja Boerov, Russisch freestyleskiër
- 13 - Matt Bennett, Amerikaanse acteur
- 13 - Jeffrey Bruma, Nederlands voetballer
- 13 - Mingus Dagelet, Nederlands acteur
- 13 - Leon de Kogel, Nederlands voetballer
- 15 - Shannon Vreeland, Amerikaans zwemster
- 16 - Sandro Zeller, Zwitsers autocoureur
- 17 - Frenna, Nederlands rapper
- 17 - Nicole Gontier, Italiaans biatlete
- 19 - Rebecca James, Brits baanwielrenster
- 19 - Johannes Kühn, Duits biatleet
- 19 - Wu Lei, Chinees voetballer
- 20 - Haley Anderson, Amerikaans zwemster
- 20 - Grant Hanley, Schots voetballer
- 20 - Jeanine Stoeten, Nederlands volleybalster
- 21 - Almaz Ayana, Ethiopisch atlete
- 21 - Thibaut Van Acker, Belgisch voetballer
- 22 - Philip Eriksson, Zweeds golfer
- 22 - Marvin van Heek, Nederlands alpineskiër
- 23 - Facu Regalia, Argentijns autocoureur
- 24 - Richie Stanaway, Nieuw-Zeelands autocoureur
- 25 - Rome Flynn, Amerikaans acteur
- 26 - Kasey Carlson, Amerikaans zwemster
- 27 - Alexia Runggaldier, Italiaans biatlete
- 28 - Pietro Fantin, Braziliaans autocoureur
- 29 - Vjatsjeslav Sinkevitsj, Russisch zwemmer

### December
- 1 - Sun Yang, Chinees zwemmer

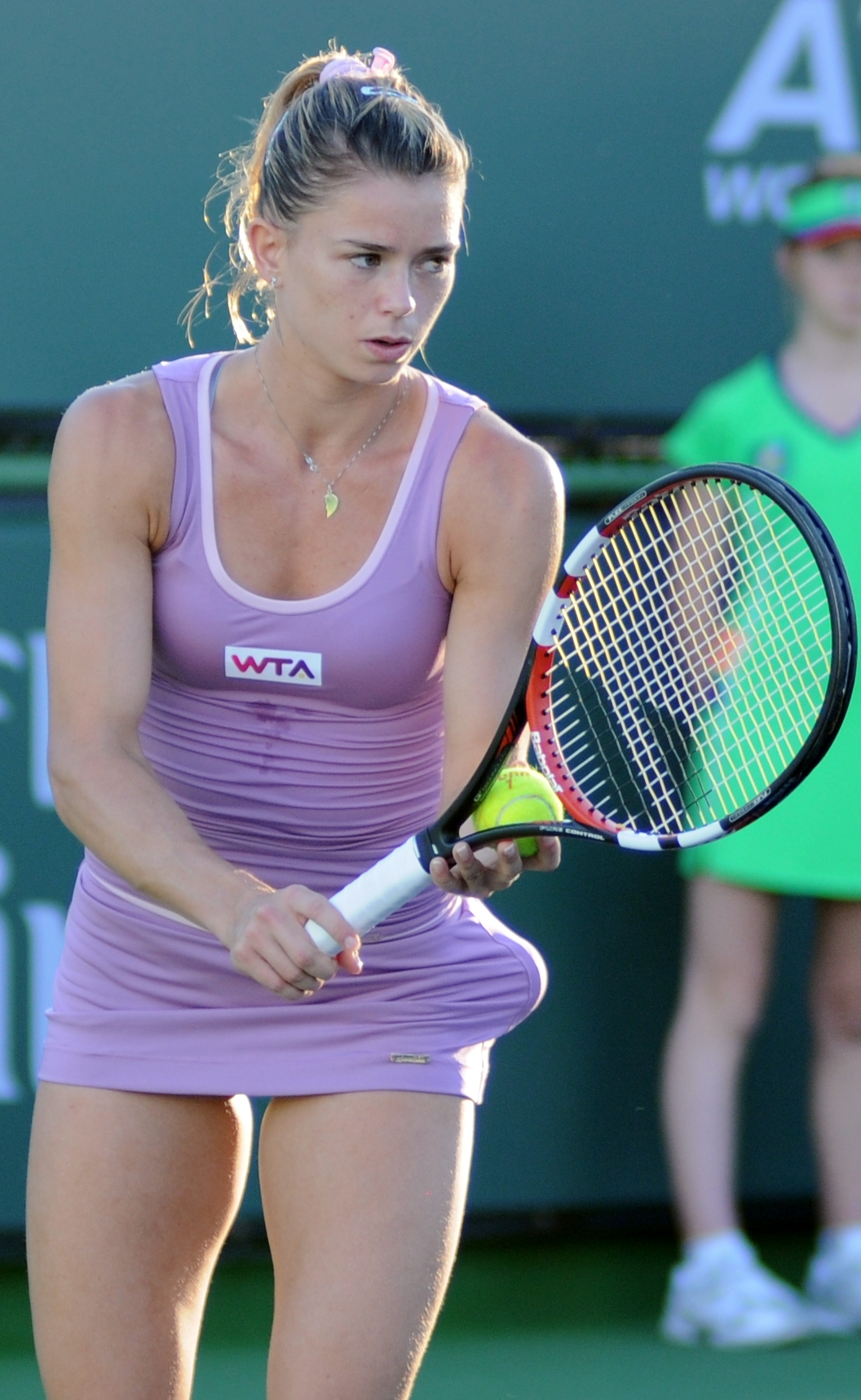
Camila Giorgi,
geboren op 30 december

- 1 - Djamila (MeisjeDjamila), Nederlands youtuber, zangeres en filmactrice
- 2 - Chloé Dufour-Lapointe, Canadees freestyleskiester
- 2 - Afrodite Zegers, Grieks/Nederlands zeilster
- 2 - Petr Medoelitsj, Russisch freestyleskiër
- 2 - Charlie Puth, Amerikaans zanger
- 2 - Yung Felix, Nederlands dj en muziekproducent
- 3 - Torgeir Børven, Noors voetballer
- 5 - Carolin Schäfer, Duits atlete
- 6 - Coco Vandeweghe, Amerikaans tennisster
- 7 - Ella Newton, Australisch actrice
- 7 - Łukasz Wiśniowski, Pools wielrenner
- 9 - Lotte van Beek, Nederlandse langebaanschaatsster
- 10 - Kiki Bertens, Nederlands tennisster
- 10 - David Komatz, Oostenrijks biatleet
- 11 - Renée Vranken, Nederlands atlete
- 13 - Dermot Kennedy, Iers singer-songwriter
- 13 - Aaron Telitz, Amerikaans autocoureur
- 14 - Ornella Oettl Reyes, Peruviaans alpineskiester
- 15 - Conor Daly, Amerikaans autocoureur
- 15 - Andrew Fisher, Bahreins atleet
- 16 - Mawouna Amevor, Nederlands voetballer
- 19 - Steven Berghuis, Nederlands voetballer
- 20 - Jorge Luiz Frello, Italiaans/Braziliaans voetballer
- 20 - Fabian Schär, Zwitsers voetballer
- 23 - Kyren Wilson, Brits snookerspeler
- 24 - Thom de Boer, Nederlands zwemmer
- 24 - Louis Tomlinson, Engelse singer-song writer, formalig lid van One Direction
- 24 - Mikaela Matthews, Amerikaans freestyleskiester
- 25 - Gaite Jansen, Nederlands actrice
- 30 - Gustavo Correia, Portugees voetbalscheidsrechter
- 30 - Camila Giorgi, Italiaans tennisster
- 30 - Melanie Margalis, Amerikaans zwemmer
- 30 - Gleb Retivych, Russisch langlaufer
- 31 - Bojana Jovanovski, Servisch tennisster

### Datum onbekend
- Sosha Duysker, Nederlands presentatrice
- Kendrick Etmon, Nederlands acteur
- Yuki Kho, Nederlands cultuurjournaliste
- Philly Moré, Nederlands rapper
- Anneloes Mullink, Nederlands presentatrice
- Nicole Row, Amerikaans basgitariste

## Weerextremen in België
- maart: Maart met hoogste gemiddelde temperatuur: 9,5 °C (normaal 5,5 °C).
- 12 april: Hoge maximumtemperatuur: 23,9 °C.
- 20 april: Schade aan boomgaarden door late vorst: tot –3,4 °C in Gorsem (Sint-Truiden) en –9,0 °C in Saint-Vith. 3 cm sneeuw in Koksijde.
- mei: Mei met laagste luchtdruk: 1021,8 hPa (normaal 1015,5 hPa).
- 2 juli: Tornado met ernstige schade in Sterrebeek (Zaventem).
- 7 juli: Tornado met schade in Overmere (Berlare).
- 1 augustus: Begin van de metingen van de totale dikte van de ozonlaag in Ukkel. De metingen zijn representatief voor België.
- 10 november: Natste november-decade: 114,7 mm.
- november: November met hoogste neerslagtotaal: een neerslagtotaal met 174,6 mm (normaal 68,3 mm).
- 20 december: Tornado met ernstige schade rond Perwez, in Waals-Brabant.
- 21 december: Grote neerslaghoeveelheden: tot 94 mm in Elsenborn. Deze neerslag veroorzaakt overstromingen.

Bron: KMI Gegevens Ukkel 1901-2003 met aanvullingen 